# Liste des communes de Meurthe-et-Moselle
Pour les autres listes de communes françaises, voir Listes des communes de France.
| - La Meurthe-et-Moselle en France métropolitaine. - Carte des communes de Meurthe-et-Moselle. |

Cet article liste les 591 communes du département français de Meurthe-et-Moselle au 1er janvier 2025.

## Liste des communes
Le tableau suivant donne la liste des communes au 1er janvier 2025, en précisant leur code Insee, leur code postal principal, leur arrondissement, leur canton, leur intercommunalité, leur superficie, leur population et leur densité, d'après les chiffres de l'Insee issus du recensement 2022,.
| Nom                        | Code Insee | Code postal | Arrondissement | Canton                  | Intercommunalité                         | Superficie (km2) | Population (dernière pop. légale) | Densité (hab./km2) | Modifier                                    |
| -------------------------- | ---------- | ----------- | -------------- | ----------------------- | ---------------------------------------- | ---------------- | --------------------------------- | ------------------ | ------------------------------------------- |
| Nancy (préfecture)         | 54395      | 54000 54100 | Nancy          | Nancy-1 Nancy-2 Nancy-3 | Métropole du Grand Nancy                 | 15,01            | 104 387 (2022)                    | 6 954              | modifier les données · modifier les données |
| Abaucourt                  | 54001      | 54610       | Nancy          | Entre Seille et Meurthe | CC de Seille et Grand Couronné           | 7,80             | 327 (2022)                        | 42                 | modifier les données · modifier les données |
| Abbéville-lès-Conflans     | 54002      | 54800       | Val de Briey   | Pays de Briey           | CC Orne Lorraine Confluences             | 7,73             | 237 (2022)                        | 31                 | modifier les données · modifier les données |
| Aboncourt                  | 54003      | 54115       | Toul           | Meine au Saintois       | CC du Pays de Colombey et du Sud Toulois | 6,93             | 90 (2022)                         | 13                 | modifier les données · modifier les données |
| Affléville                 | 54004      | 54800       | Val de Briey   | Pays de Briey           | CC Orne Lorraine Confluences             | 9,42             | 176 (2022)                        | 19                 | modifier les données · modifier les données |
| Affracourt                 | 54005      | 54740       | Nancy          | Meine au Saintois       | CC du Pays du Saintois                   | 5,56             | 114 (2022)                        | 21                 | modifier les données · modifier les données |
| Agincourt                  | 54006      | 54770       | Nancy          | Grand Couronné          | CC de Seille et Grand Couronné           | 4,17             | 436 (2022)                        | 105                | modifier les données · modifier les données |
| Aingeray                   | 54007      | 54460       | Toul           | Le Nord-Toulois         | CC Terres Touloises                      | 12,79            | 538 (2022)                        | 42                 | modifier les données · modifier les données |
| Allain                     | 54008      | 54170       | Toul           | Meine au Saintois       | CC du Pays de Colombey et du Sud Toulois | 16,48            | 490 (2022)                        | 30                 | modifier les données · modifier les données |
| Allamont                   | 54009      | 54800       | Val de Briey   | Jarny                   | CC Orne Lorraine Confluences             | 9,06             | 159 (2022)                        | 18                 | modifier les données · modifier les données |
| Allamps                    | 54010      | 54112       | Toul           | Meine au Saintois       | CC du Pays de Colombey et du Sud Toulois | 7,21             | 501 (2022)                        | 69                 | modifier les données · modifier les données |
| Allondrelle-la-Malmaison   | 54011      | 54260       | Val de Briey   | Mont-Saint-Martin       | CC Terre Lorraine du Longuyonnais        | 13,61            | 634 (2022)                        | 47                 | modifier les données · modifier les données |
| Amance                     | 54012      | 54770       | Nancy          | Grand Couronné          | CC de Seille et Grand Couronné           | 13,50            | 361 (2022)                        | 27                 | modifier les données · modifier les données |
| Amenoncourt                | 54013      | 54450       | Lunéville      | Baccarat                | CC de Vezouze en Piémont                 | 7,23             | 87 (2022)                         | 12                 | modifier les données · modifier les données |
| Ancerviller                | 54014      | 54450       | Lunéville      | Baccarat                | CC de Vezouze en Piémont                 | 12,34            | 247 (2022)                        | 20                 | modifier les données · modifier les données |
| Anderny                    | 54015      | 54560       | Val de Briey   | Pays de Briey           | CC Cœur du Pays-Haut                     | 9,62             | 255 (2022)                        | 27                 | modifier les données · modifier les données |
| Andilly                    | 54016      | 54200       | Toul           | Le Nord-Toulois         | CC Terres Touloises                      | 7,12             | 281 (2022)                        | 39                 | modifier les données · modifier les données |
| Angomont                   | 54017      | 54540       | Lunéville      | Baccarat                | CC de Vezouze en Piémont                 | 17,28            | 75 (2022)                         | 4,3                | modifier les données · modifier les données |
| Anoux                      | 54018      | 54150       | Val de Briey   | Pays de Briey           | CC Orne Lorraine Confluences             | 9,88             | 271 (2022)                        | 27                 | modifier les données · modifier les données |
| Ansauville                 | 54019      | 54470       | Toul           | Le Nord-Toulois         | CC Terres Touloises                      | 6,97             | 76 (2022)                         | 11                 | modifier les données · modifier les données |
| Anthelupt                  | 54020      | 54110       | Lunéville      | Lunéville-1             | CC du Pays du Sânon                      | 7,82             | 442 (2022)                        | 57                 | modifier les données · modifier les données |
| Armaucourt                 | 54021      | 54760       | Nancy          | Entre Seille et Meurthe | CC de Seille et Grand Couronné           | 3,72             | 238 (2022)                        | 64                 | modifier les données · modifier les données |
| Arnaville                  | 54022      | 54530       | Toul           | Pont-à-Mousson          | CC Mad et Moselle                        | 5,22             | 561 (2022)                        | 107                | modifier les données · modifier les données |
| Arracourt                  | 54023      | 54370       | Lunéville      | Baccarat                | CC du Pays du Sânon                      | 17,41            | 252 (2022)                        | 14                 | modifier les données · modifier les données |
| Arraye-et-Han              | 54024      | 54760       | Nancy          | Entre Seille et Meurthe | CC de Seille et Grand Couronné           | 10,34            | 368 (2022)                        | 36                 | modifier les données · modifier les données |
| Art-sur-Meurthe            | 54025      | 54510       | Nancy          | Grand Couronné          | Métropole du Grand Nancy                 | 11,47            | 1 696 (2022)                      | 148                | modifier les données · modifier les données |
| Athienville                | 54026      | 54370       | Lunéville      | Baccarat                | CC du Pays du Sânon                      | 12,96            | 167 (2022)                        | 13                 | modifier les données · modifier les données |
| Atton                      | 54027      | 54700       | Nancy          | Pont-à-Mousson          | CC du Bassin de Pont-à-Mousson           | 15,38            | 899 (2022)                        | 58                 | modifier les données · modifier les données |
| Auboué                     | 54028      | 54580       | Val de Briey   | Jarny                   | CC Orne Lorraine Confluences             | 4,54             | 2 641 (2022)                      | 582                | modifier les données · modifier les données |
| Audun-le-Roman             | 54029      | 54560       | Val de Briey   | Pays de Briey           | CC Cœur du Pays-Haut                     | 7,57             | 2 477 (2022)                      | 327                | modifier les données · modifier les données |
| Autrepierre                | 54030      | 54450       | Lunéville      | Baccarat                | CC de Vezouze en Piémont                 | 7,75             | 77 (2022)                         | 9,9                | modifier les données · modifier les données |
| Autreville-sur-Moselle     | 54031      | 54380       | Nancy          | Entre Seille et Meurthe | CC du Bassin de Pont-à-Mousson           | 4,49             | 264 (2022)                        | 59                 | modifier les données · modifier les données |
| Autrey                     | 54032      | 54160       | Nancy          | Meine au Saintois       | CC du Pays du Saintois                   | 6,16             | 194 (2022)                        | 31                 | modifier les données · modifier les données |
| Avillers                   | 54033      | 54490       | Val de Briey   | Pays de Briey           | CC Cœur du Pays-Haut                     | 5,16             | 137 (2022)                        | 27                 | modifier les données · modifier les données |
| Avrainville                | 54034      | 54385       | Toul           | Le Nord-Toulois         | CC Terres Touloises                      | 9,73             | 215 (2022)                        | 22                 | modifier les données · modifier les données |
| Avricourt                  | 54035      | 54450       | Lunéville      | Baccarat                | CC de Vezouze en Piémont                 | 2,25             | 390 (2022)                        | 173                | modifier les données · modifier les données |
| Avril                      | 54036      | 54150       | Val de Briey   | Pays de Briey           | CC Orne Lorraine Confluences             | 20,02            | 1 223 (2022)                      | 61                 | modifier les données · modifier les données |
| Azelot                     | 54037      | 54210       | Nancy          | Jarville-la-Malgrange   | CC des Pays du Sel et du Vermois         | 4,75             | 417 (2022)                        | 88                 | modifier les données · modifier les données |
| Azerailles                 | 54038      | 54122       | Lunéville      | Baccarat                | CC du Territoire de Lunéville à Baccarat | 14,00            | 770 (2022)                        | 55                 | modifier les données · modifier les données |
| Baccarat                   | 54039      | 54120       | Lunéville      | Baccarat                | CC du Territoire de Lunéville à Baccarat | 13,53            | 4 107 (2022)                      | 304                | modifier les données · modifier les données |
| Badonviller                | 54040      | 54540       | Lunéville      | Baccarat                | CC de Vezouze en Piémont                 | 21,95            | 1 533 (2022)                      | 70                 | modifier les données · modifier les données |
| Bagneux                    | 54041      | 54170       | Toul           | Meine au Saintois       | CC du Pays de Colombey et du Sud Toulois | 8,60             | 130 (2022)                        | 15                 | modifier les données · modifier les données |
| Bainville-aux-Miroirs      | 54042      | 54290       | Nancy          | Meine au Saintois       | CC du Pays du Saintois                   | 6,76             | 289 (2022)                        | 43                 | modifier les données · modifier les données |
| Bainville-sur-Madon        | 54043      | 54550       | Nancy          | Neuves-Maisons          | CC Moselle et Madon                      | 5,88             | 1 443 (2022)                      | 245                | modifier les données · modifier les données |
| Barbas                     | 54044      | 54450       | Lunéville      | Baccarat                | CC de Vezouze en Piémont                 | 7,33             | 202 (2022)                        | 28                 | modifier les données · modifier les données |
| Barbonville                | 54045      | 54360       | Lunéville      | Lunéville-2             | CC Meurthe, Mortagne, Moselle            | 10,81            | 431 (2022)                        | 40                 | modifier les données · modifier les données |
| Barisey-au-Plain           | 54046      | 54170       | Toul           | Meine au Saintois       | CC du Pays de Colombey et du Sud Toulois | 10,85            | 392 (2022)                        | 36                 | modifier les données · modifier les données |
| Barisey-la-Côte            | 54047      | 54170       | Toul           | Meine au Saintois       | CC du Pays de Colombey et du Sud Toulois | 3,87             | 270 (2022)                        | 70                 | modifier les données · modifier les données |
| Les Baroches               | 54048      | 54150       | Val de Briey   | Pays de Briey           | CC Orne Lorraine Confluences             | 13,28            | 329 (2022)                        | 25                 | modifier les données · modifier les données |
| Baslieux                   | 54049      | 54620       | Val de Briey   | Mont-Saint-Martin       | CC Terre Lorraine du Longuyonnais        | 10,17            | 520 (2022)                        | 51                 | modifier les données · modifier les données |
| Bathelémont                | 54050      | 54370       | Lunéville      | Baccarat                | CC du Pays du Sânon                      | 6,60             | 69 (2022)                         | 10                 | modifier les données · modifier les données |
| Batilly                    | 54051      | 54980       | Val de Briey   | Jarny                   | CC Orne Lorraine Confluences             | 6,37             | 1 315 (2022)                      | 206                | modifier les données · modifier les données |
| Battigny                   | 54052      | 54115       | Toul           | Meine au Saintois       | CC du Pays de Colombey et du Sud Toulois | 6,41             | 145 (2022)                        | 23                 | modifier les données · modifier les données |
| Bauzemont                  | 54053      | 54370       | Lunéville      | Lunéville-1             | CC du Pays du Sânon                      | 6,32             | 155 (2022)                        | 25                 | modifier les données · modifier les données |
| Bayon                      | 54054      | 54290       | Lunéville      | Lunéville-2             | CC Meurthe, Mortagne, Moselle            | 6,05             | 1 556 (2022)                      | 257                | modifier les données · modifier les données |
| Bayonville-sur-Mad         | 54055      | 54890       | Toul           | Pont-à-Mousson          | CC Mad et Moselle                        | 9,39             | 330 (2022)                        | 35                 | modifier les données · modifier les données |
| Bazailles                  | 54056      | 54620       | Val de Briey   | Mont-Saint-Martin       | CC Terre Lorraine du Longuyonnais        | 4,23             | 148 (2022)                        | 35                 | modifier les données · modifier les données |
| Beaumont                   | 54057      | 54470       | Toul           | Le Nord-Toulois         | CC Mad et Moselle                        | 3,11             | 69 (2022)                         | 22                 | modifier les données · modifier les données |
| Béchamps                   | 54058      | 54800       | Val de Briey   | Pays de Briey           | CC Orne Lorraine Confluences             | 9,28             | 82 (2022)                         | 8,8                | modifier les données · modifier les données |
| Belleau                    | 54059      | 54610       | Nancy          | Entre Seille et Meurthe | CC de Seille et Grand Couronné           | 20,38            | 752 (2022)                        | 37                 | modifier les données · modifier les données |
| Belleville                 | 54060      | 54940       | Nancy          | Entre Seille et Meurthe | CC du Bassin de Pont-à-Mousson           | 10,22            | 1 503 (2022)                      | 147                | modifier les données · modifier les données |
| Bénaménil                  | 54061      | 54450       | Lunéville      | Baccarat                | CC du Territoire de Lunéville à Baccarat | 9,38             | 590 (2022)                        | 63                 | modifier les données · modifier les données |
| Benney                     | 54062      | 54740       | Nancy          | Meine au Saintois       | CC du Pays du Saintois                   | 18,48            | 642 (2022)                        | 35                 | modifier les données · modifier les données |
| Bernécourt                 | 54063      | 54470       | Toul           | Le Nord-Toulois         | CC Mad et Moselle                        | 9,38             | 175 (2022)                        | 19                 | modifier les données · modifier les données |
| Bertrambois                | 54064      | 54480       | Lunéville      | Baccarat                | CC de Vezouze en Piémont                 | 18,46            | 318 (2022)                        | 17                 | modifier les données · modifier les données |
| Bertrichamps               | 54065      | 54120       | Lunéville      | Baccarat                | CC du Territoire de Lunéville à Baccarat | 19,66            | 1 067 (2022)                      | 54                 | modifier les données · modifier les données |
| Bettainvillers             | 54066      | 54640       | Val de Briey   | Pays de Briey           | CC Orne Lorraine Confluences             | 4,53             | 386 (2022)                        | 85                 | modifier les données · modifier les données |
| Beuveille                  | 54067      | 54620       | Val de Briey   | Mont-Saint-Martin       | CC Terre Lorraine du Longuyonnais        | 11,90            | 780 (2022)                        | 66                 | modifier les données · modifier les données |
| Beuvezin                   | 54068      | 54115       | Toul           | Meine au Saintois       | CC du Pays de Colombey et du Sud Toulois | 7,72             | 88 (2022)                         | 11                 | modifier les données · modifier les données |
| Beuvillers                 | 54069      | 54560       | Val de Briey   | Pays de Briey           | CC Cœur du Pays-Haut                     | 5,95             | 528 (2022)                        | 89                 | modifier les données · modifier les données |
| Bey-sur-Seille             | 54070      | 54760       | Nancy          | Entre Seille et Meurthe | CC de Seille et Grand Couronné           | 5,53             | 189 (2022)                        | 34                 | modifier les données · modifier les données |
| Bezange-la-Grande          | 54071      | 54370       | Lunéville      | Baccarat                | CC du Pays du Sânon                      | 17,24            | 166 (2022)                        | 9,6                | modifier les données · modifier les données |
| Bezaumont                  | 54072      | 54380       | Nancy          | Entre Seille et Meurthe | CC du Bassin de Pont-à-Mousson           | 4,26             | 259 (2022)                        | 61                 | modifier les données · modifier les données |
| Bicqueley                  | 54073      | 54200       | Toul           | Toul                    | CC Terres Touloises                      | 16,82            | 927 (2022)                        | 55                 | modifier les données · modifier les données |
| Bienville-la-Petite        | 54074      | 54300       | Lunéville      | Lunéville-1             | CC du Pays du Sânon                      | 1,83             | 37 (2022)                         | 20                 | modifier les données · modifier les données |
| Bionville                  | 54075      | 54540       | Lunéville      | Baccarat                | CA de Saint-Dié-des-Vosges               | 12,14            | 114 (2022)                        | 9,4                | modifier les données · modifier les données |
| Blainville-sur-l'Eau       | 54076      | 54360       | Lunéville      | Lunéville-2             | CC Meurthe, Mortagne, Moselle            | 11,74            | 3 885 (2022)                      | 331                | modifier les données · modifier les données |
| Blâmont                    | 54077      | 54450       | Lunéville      | Baccarat                | CC de Vezouze en Piémont                 | 7,41             | 1 046 (2022)                      | 141                | modifier les données · modifier les données |
| Blémerey                   | 54078      | 54450       | Lunéville      | Baccarat                | CC de Vezouze en Piémont                 | 3,82             | 54 (2022)                         | 14                 | modifier les données · modifier les données |
| Blénod-lès-Pont-à-Mousson  | 54079      | 54700       | Nancy          | Pont-à-Mousson          | CC du Bassin de Pont-à-Mousson           | 9,58             | 4 649 (2022)                      | 485                | modifier les données · modifier les données |
| Blénod-lès-Toul            | 54080      | 54113       | Toul           | Meine au Saintois       | CC du Pays de Colombey et du Sud Toulois | 17,60            | 1 028 (2022)                      | 58                 | modifier les données · modifier les données |
| Bois-de-Haye               | 54557      | 54840       | Toul           | Le Nord-Toulois         | CC Terres Touloises                      | 24,68            | 2 333 (2022)                      | 95                 | modifier les données · modifier les données |
| Boismont                   | 54081      | 54620       | Val de Briey   | Mont-Saint-Martin       | CC Terre Lorraine du Longuyonnais        | 5,43             | 414 (2022)                        | 76                 | modifier les données · modifier les données |
| Boncourt                   | 54082      | 54800       | Val de Briey   | Jarny                   | CC Orne Lorraine Confluences             | 6,73             | 176 (2022)                        | 26                 | modifier les données · modifier les données |
| Bonviller                  | 54083      | 54300       | Lunéville      | Lunéville-1             | CC du Pays du Sânon                      | 5,04             | 180 (2022)                        | 36                 | modifier les données · modifier les données |
| Borville                   | 54085      | 54290       | Lunéville      | Lunéville-2             | CC Meurthe, Mortagne, Moselle            | 4,71             | 86 (2022)                         | 18                 | modifier les données · modifier les données |
| Boucq                      | 54086      | 54200       | Toul           | Le Nord-Toulois         | CC Terres Touloises                      | 22,66            | 357 (2022)                        | 16                 | modifier les données · modifier les données |
| Bouillonville              | 54087      | 54470       | Toul           | Le Nord-Toulois         | CC Mad et Moselle                        | 5,32             | 146 (2022)                        | 27                 | modifier les données · modifier les données |
| Bouvron                    | 54088      | 54200       | Toul           | Le Nord-Toulois         | CC Terres Touloises                      | 10,00            | 211 (2022)                        | 21                 | modifier les données · modifier les données |
| Bouxières-aux-Chênes       | 54089      | 54770       | Nancy          | Grand Couronné          | CC de Seille et Grand Couronné           | 19,85            | 1 412 (2022)                      | 71                 | modifier les données · modifier les données |
| Bouxières-aux-Dames        | 54090      | 54136       | Nancy          | Entre Seille et Meurthe | CC du Bassin de Pompey                   | 4,11             | 4 122 (2022)                      | 1 003              | modifier les données · modifier les données |
| Bouxières-sous-Froidmont   | 54091      | 54700       | Nancy          | Pont-à-Mousson          | CC du Bassin de Pont-à-Mousson           | 7,71             | 420 (2022)                        | 54                 | modifier les données · modifier les données |
| Bouzanville                | 54092      | 54930       | Nancy          | Meine au Saintois       | CC du Pays du Saintois                   | 5,82             | 64 (2022)                         | 11                 | modifier les données · modifier les données |
| Brainville                 | 54093      | 54800       | Val de Briey   | Jarny                   | CC Orne Lorraine Confluences             | 9,92             | 169 (2022)                        | 17                 | modifier les données · modifier les données |
| Bralleville                | 54094      | 54740       | Nancy          | Meine au Saintois       | CC du Pays du Saintois                   | 4,39             | 167 (2022)                        | 38                 | modifier les données · modifier les données |
| Bratte                     | 54095      | 54610       | Nancy          | Entre Seille et Meurthe | CC de Seille et Grand Couronné           | 3,28             | 47 (2022)                         | 14                 | modifier les données · modifier les données |
| Bréhain-la-Ville           | 54096      | 54190       | Val de Briey   | Villerupt               | CC Cœur du Pays-Haut                     | 10,08            | 451 (2022)                        | 45                 | modifier les données · modifier les données |
| Bréménil                   | 54097      | 54540       | Lunéville      | Baccarat                | CC de Vezouze en Piémont                 | 5,60             | 94 (2022)                         | 17                 | modifier les données · modifier les données |
| Brémoncourt                | 54098      | 54290       | Lunéville      | Lunéville-2             | CC Meurthe, Mortagne, Moselle            | 5,24             | 167 (2022)                        | 32                 | modifier les données · modifier les données |
| Brin-sur-Seille            | 54100      | 54280       | Nancy          | Entre Seille et Meurthe | CC de Seille et Grand Couronné           | 11,71            | 774 (2022)                        | 66                 | modifier les données · modifier les données |
| Brouville                  | 54101      | 54120       | Lunéville      | Baccarat                | CC du Territoire de Lunéville à Baccarat | 9,70             | 121 (2022)                        | 12                 | modifier les données · modifier les données |
| Bruley                     | 54102      | 54200       | Toul           | Le Nord-Toulois         | CC Terres Touloises                      | 6,25             | 616 (2022)                        | 99                 | modifier les données · modifier les données |
| Bruville                   | 54103      | 54800       | Val de Briey   | Jarny                   | CC Orne Lorraine Confluences             | 10,81            | 218 (2022)                        | 20                 | modifier les données · modifier les données |
| Buissoncourt               | 54104      | 54110       | Nancy          | Grand Couronné          | CC de Seille et Grand Couronné           | 6,91             | 258 (2022)                        | 37                 | modifier les données · modifier les données |
| Bulligny                   | 54105      | 54113       | Toul           | Meine au Saintois       | CC du Pays de Colombey et du Sud Toulois | 10,49            | 534 (2022)                        | 51                 | modifier les données · modifier les données |
| Bures                      | 54106      | 54370       | Lunéville      | Baccarat                | CC du Pays du Sânon                      | 5,74             | 65 (2022)                         | 11                 | modifier les données · modifier les données |
| Buriville                  | 54107      | 54450       | Lunéville      | Baccarat                | CC de Vezouze en Piémont                 | 11,44            | 71 (2022)                         | 6,2                | modifier les données · modifier les données |
| Burthecourt-aux-Chênes     | 54108      | 54210       | Nancy          | Jarville-la-Malgrange   | CC des Pays du Sel et du Vermois         | 5,59             | 153 (2022)                        | 27                 | modifier les données · modifier les données |
| Ceintrey                   | 54109      | 54134       | Nancy          | Meine au Saintois       | CC du Pays du Saintois                   | 11,00            | 911 (2022)                        | 83                 | modifier les données · modifier les données |
| Cerville                   | 54110      | 54420       | Nancy          | Grand Couronné          | CC de Seille et Grand Couronné           | 8,19             | 541 (2022)                        | 66                 | modifier les données · modifier les données |
| Chaligny                   | 54111      | 54230       | Nancy          | Neuves-Maisons          | CC Moselle et Madon                      | 13,32            | 2 756 (2022)                      | 207                | modifier les données · modifier les données |
| Chambley-Bussières         | 54112      | 54890       | Toul           | Jarny                   | CC Mad et Moselle                        | 19,25            | 732 (2022)                        | 38                 | modifier les données · modifier les données |
| Champenoux                 | 54113      | 54280       | Nancy          | Grand Couronné          | CC de Seille et Grand Couronné           | 10,99            | 1 566 (2022)                      | 142                | modifier les données · modifier les données |
| Champey-sur-Moselle        | 54114      | 54700       | Nancy          | Pont-à-Mousson          | CC du Bassin de Pont-à-Mousson           | 2,42             | 316 (2022)                        | 131                | modifier les données · modifier les données |
| Champigneulles             | 54115      | 54250       | Nancy          | Val de Lorraine Sud     | CC du Bassin de Pompey                   | 23,99            | 6 588 (2022)                      | 275                | modifier les données · modifier les données |
| Chanteheux                 | 54116      | 54300       | Lunéville      | Lunéville-2             | CC du Territoire de Lunéville à Baccarat | 5,79             | 2 124 (2022)                      | 367                | modifier les données · modifier les données |
| Chaouilley                 | 54117      | 54330       | Nancy          | Meine au Saintois       | CC du Pays du Saintois                   | 5,12             | 113 (2022)                        | 22                 | modifier les données · modifier les données |
| Charency-Vezin             | 54118      | 54260       | Val de Briey   | Mont-Saint-Martin       | CC Terre Lorraine du Longuyonnais        | 14,79            | 616 (2022)                        | 42                 | modifier les données · modifier les données |
| Charey                     | 54119      | 54470       | Toul           | Le Nord-Toulois         | CC Mad et Moselle                        | 9,31             | 89 (2022)                         | 9,6                | modifier les données · modifier les données |
| Charmes-la-Côte            | 54120      | 54113       | Toul           | Toul                    | CC Terres Touloises                      | 6,23             | 321 (2022)                        | 52                 | modifier les données · modifier les données |
| Charmois                   | 54121      | 54360       | Lunéville      | Lunéville-2             | CC Meurthe, Mortagne, Moselle            | 5,41             | 197 (2022)                        | 36                 | modifier les données · modifier les données |
| Chaudeney-sur-Moselle      | 54122      | 54200       | Toul           | Toul                    | CC Terres Touloises                      | 8,34             | 730 (2022)                        | 88                 | modifier les données · modifier les données |
| Chavigny                   | 54123      | 54230       | Nancy          | Neuves-Maisons          | CC Moselle et Madon                      | 6,69             | 1 686 (2022)                      | 252                | modifier les données · modifier les données |
| Chazelles-sur-Albe         | 54124      | 54450       | Lunéville      | Baccarat                | CC de Vezouze en Piémont                 | 3,39             | 49 (2022)                         | 14                 | modifier les données · modifier les données |
| Chenevières                | 54125      | 54122       | Lunéville      | Baccarat                | CC du Territoire de Lunéville à Baccarat | 4,54             | 477 (2022)                        | 105                | modifier les données · modifier les données |
| Chenicourt                 | 54126      | 54610       | Nancy          | Entre Seille et Meurthe | CC de Seille et Grand Couronné           | 3,75             | 214 (2022)                        | 57                 | modifier les données · modifier les données |
| Chenières                  | 54127      | 54720       | Val de Briey   | Longwy                  | Grand Longwy Agglomération               | 8,50             | 600 (2022)                        | 71                 | modifier les données · modifier les données |
| Choloy-Ménillot            | 54128      | 54200       | Toul           | Toul                    | CC Terres Touloises                      | 11,95            | 702 (2022)                        | 59                 | modifier les données · modifier les données |
| Cirey-sur-Vezouze          | 54129      | 54480       | Lunéville      | Baccarat                | CC de Vezouze en Piémont                 | 16,39            | 1 579 (2022)                      | 96                 | modifier les données · modifier les données |
| Clayeures                  | 54130      | 54290       | Lunéville      | Lunéville-2             | CC Meurthe, Mortagne, Moselle            | 9,21             | 175 (2022)                        | 19                 | modifier les données · modifier les données |
| Clémery                    | 54131      | 54610       | Nancy          | Entre Seille et Meurthe | CC de Seille et Grand Couronné           | 9,45             | 492 (2022)                        | 52                 | modifier les données · modifier les données |
| Clérey-sur-Brenon          | 54132      | 54330       | Nancy          | Meine au Saintois       | CC du Pays du Saintois                   | 4,42             | 57 (2022)                         | 13                 | modifier les données · modifier les données |
| Coincourt                  | 54133      | 54370       | Lunéville      | Baccarat                | CC du Pays du Sânon                      | 7,99             | 121 (2022)                        | 15                 | modifier les données · modifier les données |
| Colmey                     | 54134      | 54260       | Val de Briey   | Mont-Saint-Martin       | CC Terre Lorraine du Longuyonnais        | 9,90             | 244 (2022)                        | 25                 | modifier les données · modifier les données |
| Colombey-les-Belles        | 54135      | 54170       | Toul           | Meine au Saintois       | CC du Pays de Colombey et du Sud Toulois | 17,59            | 1 430 (2022)                      | 81                 | modifier les données · modifier les données |
| Conflans-en-Jarnisy        | 54136      | 54800       | Val de Briey   | Jarny                   | CC Orne Lorraine Confluences             | 8,71             | 2 378 (2022)                      | 273                | modifier les données · modifier les données |
| Cons-la-Grandville         | 54137      | 54870       | Val de Briey   | Mont-Saint-Martin       | Grand Longwy Agglomération               | 8,25             | 525 (2022)                        | 64                 | modifier les données · modifier les données |
| Cosnes-et-Romain           | 54138      | 54400       | Val de Briey   | Mont-Saint-Martin       | Grand Longwy Agglomération               | 16,23            | 2 805 (2022)                      | 173                | modifier les données · modifier les données |
| Courbesseaux               | 54139      | 54110       | Lunéville      | Lunéville-1             | CC du Pays du Sânon                      | 6,32             | 388 (2022)                        | 61                 | modifier les données · modifier les données |
| Courcelles                 | 54140      | 54930       | Toul           | Meine au Saintois       | CC du Pays de Colombey et du Sud Toulois | 4,31             | 87 (2022)                         | 20                 | modifier les données · modifier les données |
| Coyviller                  | 54141      | 54210       | Nancy          | Jarville-la-Malgrange   | CC des Pays du Sel et du Vermois         | 4,53             | 156 (2022)                        | 34                 | modifier les données · modifier les données |
| Crantenoy                  | 54142      | 54740       | Nancy          | Meine au Saintois       | CC du Pays du Saintois                   | 5,28             | 147 (2022)                        | 28                 | modifier les données · modifier les données |
| Crépey                     | 54143      | 54170       | Toul           | Meine au Saintois       | CC du Pays de Colombey et du Sud Toulois | 20,90            | 386 (2022)                        | 18                 | modifier les données · modifier les données |
| Crévéchamps                | 54144      | 54290       | Lunéville      | Meine au Saintois       | CC Meurthe, Mortagne, Moselle            | 4,86             | 348 (2022)                        | 72                 | modifier les données · modifier les données |
| Crévic                     | 54145      | 54110       | Nancy          | Lunéville-1             | CC des Pays du Sel et du Vermois         | 10,69            | 944 (2022)                        | 88                 | modifier les données · modifier les données |
| Crézilles                  | 54146      | 54113       | Toul           | Meine au Saintois       | CC du Pays de Colombey et du Sud Toulois | 9,53             | 301 (2022)                        | 32                 | modifier les données · modifier les données |
| Crion                      | 54147      | 54300       | Lunéville      | Lunéville-1             | CC du Pays du Sânon                      | 8,08             | 111 (2022)                        | 14                 | modifier les données · modifier les données |
| Croismare                  | 54148      | 54300       | Lunéville      | Lunéville-1             | CC du Territoire de Lunéville à Baccarat | 15,70            | 632 (2022)                        | 40                 | modifier les données · modifier les données |
| Crusnes                    | 54149      | 54680       | Val de Briey   | Villerupt               | CC Cœur du Pays-Haut                     | 6,06             | 1 559 (2022)                      | 257                | modifier les données · modifier les données |
| Custines                   | 54150      | 54670       | Nancy          | Entre Seille et Meurthe | CC du Bassin de Pompey                   | 11,76            | 3 095 (2022)                      | 263                | modifier les données · modifier les données |
| Cutry                      | 54151      | 54720       | Val de Briey   | Longwy                  | Grand Longwy Agglomération               | 5,97             | 1 042 (2022)                      | 175                | modifier les données · modifier les données |
| Damelevières               | 54152      | 54360       | Lunéville      | Lunéville-2             | CC Meurthe, Mortagne, Moselle            | 8,12             | 3 094 (2022)                      | 381                | modifier les données · modifier les données |
| Dampvitoux                 | 54153      | 54470       | Toul           | Jarny                   | CC Mad et Moselle                        | 9,19             | 57 (2022)                         | 6,2                | modifier les données · modifier les données |
| Deneuvre                   | 54154      | 54120       | Lunéville      | Baccarat                | CC du Territoire de Lunéville à Baccarat | 9,70             | 461 (2022)                        | 48                 | modifier les données · modifier les données |
| Deuxville                  | 54155      | 54370       | Lunéville      | Lunéville-1             | CC du Pays du Sânon                      | 7,23             | 388 (2022)                        | 54                 | modifier les données · modifier les données |
| Diarville                  | 54156      | 54930       | Nancy          | Meine au Saintois       | CC du Pays du Saintois                   | 11,03            | 465 (2022)                        | 42                 | modifier les données · modifier les données |
| Dieulouard                 | 54157      | 54380       | Nancy          | Entre Seille et Meurthe | CC du Bassin de Pont-à-Mousson           | 17,69            | 4 603 (2022)                      | 260                | modifier les données · modifier les données |
| Dolcourt                   | 54158      | 54170       | Toul           | Meine au Saintois       | CC du Pays de Colombey et du Sud Toulois | 6,19             | 147 (2022)                        | 24                 | modifier les données · modifier les données |
| Dombasle-sur-Meurthe       | 54159      | 54110       | Nancy          | Lunéville-1             | CC des Pays du Sel et du Vermois         | 11,21            | 9 528 (2022)                      | 850                | modifier les données · modifier les données |
| Domèvre-en-Haye            | 54160      | 54385       | Toul           | Le Nord-Toulois         | CC Terres Touloises                      | 8,46             | 408 (2022)                        | 48                 | modifier les données · modifier les données |
| Domèvre-sur-Vezouze        | 54161      | 54450       | Lunéville      | Baccarat                | CC de Vezouze en Piémont                 | 14,78            | 317 (2022)                        | 21                 | modifier les données · modifier les données |
| Domgermain                 | 54162      | 54119       | Toul           | Toul                    | CC Terres Touloises                      | 13,09            | 1 134 (2022)                      | 87                 | modifier les données · modifier les données |
| Domjevin                   | 54163      | 54450       | Lunéville      | Baccarat                | CC de Vezouze en Piémont                 | 10,28            | 264 (2022)                        | 26                 | modifier les données · modifier les données |
| Dommarie-Eulmont           | 54164      | 54115       | Nancy          | Meine au Saintois       | CC du Pays du Saintois                   | 5,52             | 79 (2022)                         | 14                 | modifier les données · modifier les données |
| Dommartemont               | 54165      | 54130       | Nancy          | Saint-Max               | Métropole du Grand Nancy                 | 1,32             | 567 (2022)                        | 430                | modifier les données · modifier les données |
| Dommartin-la-Chaussée      | 54166      | 54470       | Toul           | Le Nord-Toulois         | CC Mad et Moselle                        | 2,71             | 27 (2022)                         | 10,0               | modifier les données · modifier les données |
| Dommartin-lès-Toul         | 54167      | 54200       | Toul           | Toul                    | CC Terres Touloises                      | 6,87             | 1 991 (2022)                      | 290                | modifier les données · modifier les données |
| Dommartin-sous-Amance      | 54168      | 54770       | Nancy          | Grand Couronné          | CC de Seille et Grand Couronné           | 4,03             | 311 (2022)                        | 77                 | modifier les données · modifier les données |
| Domprix                    | 54169      | 54490       | Val de Briey   | Pays de Briey           | CC Cœur du Pays-Haut                     | 7,70             | 99 (2022)                         | 13                 | modifier les données · modifier les données |
| Domptail-en-l'Air          | 54170      | 54290       | Lunéville      | Lunéville-2             | CC Meurthe, Mortagne, Moselle            | 3,13             | 70 (2022)                         | 22                 | modifier les données · modifier les données |
| Doncourt-lès-Conflans      | 54171      | 54800       | Val de Briey   | Jarny                   | CC Orne Lorraine Confluences             | 7,34             | 1 120 (2022)                      | 153                | modifier les données · modifier les données |
| Doncourt-lès-Longuyon      | 54172      | 54620       | Val de Briey   | Mont-Saint-Martin       | CC Terre Lorraine du Longuyonnais        | 5,62             | 294 (2022)                        | 52                 | modifier les données · modifier les données |
| Drouville                  | 54173      | 54370       | Lunéville      | Lunéville-1             | CC du Pays du Sânon                      | 7,12             | 207 (2022)                        | 29                 | modifier les données · modifier les données |
| Écrouves                   | 54174      | 54200       | Toul           | Toul                    | CC Terres Touloises                      | 10,30            | 4 457 (2022)                      | 433                | modifier les données · modifier les données |
| Einvaux                    | 54175      | 54360       | Lunéville      | Lunéville-2             | CC Meurthe, Mortagne, Moselle            | 7,38             | 350 (2022)                        | 47                 | modifier les données · modifier les données |
| Einville-au-Jard           | 54176      | 54370       | Lunéville      | Lunéville-1             | CC du Pays du Sânon                      | 16,98            | 1 062 (2022)                      | 63                 | modifier les données · modifier les données |
| Emberménil                 | 54177      | 54370       | Lunéville      | Baccarat                | CC de Vezouze en Piémont                 | 14,39            | 240 (2022)                        | 17                 | modifier les données · modifier les données |
| Épiez-sur-Chiers           | 54178      | 54260       | Val de Briey   | Mont-Saint-Martin       | CC Terre Lorraine du Longuyonnais        | 5,19             | 196 (2022)                        | 38                 | modifier les données · modifier les données |
| Éply                       | 54179      | 54610       | Nancy          | Entre Seille et Meurthe | CC de Seille et Grand Couronné           | 11,17            | 297 (2022)                        | 27                 | modifier les données · modifier les données |
| Erbéviller-sur-Amezule     | 54180      | 54280       | Nancy          | Grand Couronné          | CC de Seille et Grand Couronné           | 4,45             | 68 (2022)                         | 15                 | modifier les données · modifier les données |
| Errouville                 | 54181      | 54680       | Val de Briey   | Villerupt               | CC Cœur du Pays-Haut                     | 5,13             | 682 (2022)                        | 133                | modifier les données · modifier les données |
| Essey-et-Maizerais         | 54182      | 54470       | Toul           | Le Nord-Toulois         | CC Mad et Moselle                        | 13,02            | 328 (2022)                        | 25                 | modifier les données · modifier les données |
| Essey-la-Côte              | 54183      | 54830       | Lunéville      | Lunéville-2             | CC Meurthe, Mortagne, Moselle            | 6,60             | 75 (2022)                         | 11                 | modifier les données · modifier les données |
| Essey-lès-Nancy            | 54184      | 54270       | Nancy          | Saint-Max               | Métropole du Grand Nancy                 | 5,75             | 8 733 (2022)                      | 1 519              | modifier les données · modifier les données |
| Étreval                    | 54185      | 54330       | Nancy          | Meine au Saintois       | CC du Pays du Saintois                   | 2,37             | 59 (2022)                         | 25                 | modifier les données · modifier les données |
| Eulmont                    | 54186      | 54690       | Nancy          | Grand Couronné          | CC de Seille et Grand Couronné           | 7,97             | 1 116 (2022)                      | 140                | modifier les données · modifier les données |
| Euvezin                    | 54187      | 54470       | Toul           | Le Nord-Toulois         | CC Mad et Moselle                        | 11,28            | 107 (2022)                        | 9,5                | modifier les données · modifier les données |
| Faulx                      | 54188      | 54760       | Nancy          | Entre Seille et Meurthe | CC du Bassin de Pompey                   | 17,20            | 1 391 (2022)                      | 81                 | modifier les données · modifier les données |
| Favières                   | 54189      | 54115       | Toul           | Meine au Saintois       | CC du Pays de Colombey et du Sud Toulois | 29,50            | 581 (2022)                        | 20                 | modifier les données · modifier les données |
| Fécocourt                  | 54190      | 54115       | Toul           | Meine au Saintois       | CC du Pays de Colombey et du Sud Toulois | 7,86             | 106 (2022)                        | 13                 | modifier les données · modifier les données |
| Fenneviller                | 54191      | 54540       | Lunéville      | Baccarat                | CC de Vezouze en Piémont                 | 2,99             | 105 (2022)                        | 35                 | modifier les données · modifier les données |
| Ferrières                  | 54192      | 54210       | Nancy          | Lunéville-2             | CC des Pays du Sel et du Vermois         | 6,25             | 344 (2022)                        | 55                 | modifier les données · modifier les données |
| Fey-en-Haye                | 54193      | 54470       | Toul           | Pont-à-Mousson          | CC Mad et Moselle                        | 7,05             | 59 (2022)                         | 8,4                | modifier les données · modifier les données |
| Fillières                  | 54194      | 54560       | Val de Briey   | Villerupt               | Grand Longwy Agglomération               | 14,21            | 524 (2022)                        | 37                 | modifier les données · modifier les données |
| Flainval                   | 54195      | 54110       | Lunéville      | Lunéville-1             | CC du Pays du Sânon                      | 3,61             | 161 (2022)                        | 45                 | modifier les données · modifier les données |
| Flavigny-sur-Moselle       | 54196      | 54630       | Nancy          | Neuves-Maisons          | CC Moselle et Madon                      | 17,30            | 1 664 (2022)                      | 96                 | modifier les données · modifier les données |
| Fléville-devant-Nancy      | 54197      | 54710       | Nancy          | Jarville-la-Malgrange   | Métropole du Grand Nancy                 | 7,40             | 2 187 (2022)                      | 296                | modifier les données · modifier les données |
| Fléville-Lixières          | 54198      | 54150       | Val de Briey   | Pays de Briey           | CC Orne Lorraine Confluences             | 14,38            | 300 (2022)                        | 21                 | modifier les données · modifier les données |
| Flin                       | 54199      | 54122       | Lunéville      | Baccarat                | CC du Territoire de Lunéville à Baccarat | 11,64            | 385 (2022)                        | 33                 | modifier les données · modifier les données |
| Flirey                     | 54200      | 54470       | Toul           | Le Nord-Toulois         | CC Mad et Moselle                        | 15,77            | 163 (2022)                        | 10                 | modifier les données · modifier les données |
| Fontenoy-la-Joûte          | 54201      | 54122       | Lunéville      | Baccarat                | CC du Territoire de Lunéville à Baccarat | 10,89            | 311 (2022)                        | 29                 | modifier les données · modifier les données |
| Fontenoy-sur-Moselle       | 54202      | 54840       | Toul           | Le Nord-Toulois         | CC Terres Touloises                      | 5,54             | 368 (2022)                        | 66                 | modifier les données · modifier les données |
| Forcelles-Saint-Gorgon     | 54203      | 54330       | Nancy          | Meine au Saintois       | CC du Pays du Saintois                   | 5,36             | 159 (2022)                        | 30                 | modifier les données · modifier les données |
| Forcelles-sous-Gugney      | 54204      | 54930       | Nancy          | Meine au Saintois       | CC du Pays du Saintois                   | 5,37             | 89 (2022)                         | 17                 | modifier les données · modifier les données |
| Foug                       | 54205      | 54570       | Toul           | Toul                    | CC Terres Touloises                      | 25,49            | 2 622 (2022)                      | 103                | modifier les données · modifier les données |
| Fraimbois                  | 54206      | 54300       | Lunéville      | Lunéville-2             | CC du Territoire de Lunéville à Baccarat | 15,02            | 363 (2022)                        | 24                 | modifier les données · modifier les données |
| Fraisnes-en-Saintois       | 54207      | 54930       | Nancy          | Meine au Saintois       | CC du Pays du Saintois                   | 6,39             | 84 (2022)                         | 13                 | modifier les données · modifier les données |
| Francheville               | 54208      | 54200       | Toul           | Le Nord-Toulois         | CC Terres Touloises                      | 10,94            | 295 (2022)                        | 27                 | modifier les données · modifier les données |
| Franconville               | 54209      | 54830       | Lunéville      | Lunéville-2             | CC du Territoire de Lunéville à Baccarat | 4,56             | 63 (2022)                         | 14                 | modifier les données · modifier les données |
| Fréménil                   | 54210      | 54450       | Lunéville      | Baccarat                | CC de Vezouze en Piémont                 | 3,04             | 223 (2022)                        | 73                 | modifier les données · modifier les données |
| Frémonville                | 54211      | 54450       | Lunéville      | Baccarat                | CC de Vezouze en Piémont                 | 13,65            | 209 (2022)                        | 15                 | modifier les données · modifier les données |
| Fresnois-la-Montagne       | 54212      | 54260       | Val de Briey   | Mont-Saint-Martin       | CC Terre Lorraine du Longuyonnais        | 8,59             | 413 (2022)                        | 48                 | modifier les données · modifier les données |
| Friauville                 | 54213      | 54800       | Val de Briey   | Jarny                   | CC Orne Lorraine Confluences             | 6,34             | 369 (2022)                        | 58                 | modifier les données · modifier les données |
| Frolois                    | 54214      | 54160       | Nancy          | Neuves-Maisons          | CC Moselle et Madon                      | 9,40             | 713 (2022)                        | 76                 | modifier les données · modifier les données |
| Frouard                    | 54215      | 54390       | Nancy          | Val de Lorraine Sud     | CC du Bassin de Pompey                   | 12,96            | 6 480 (2022)                      | 500                | modifier les données · modifier les données |
| Froville                   | 54216      | 54290       | Lunéville      | Lunéville-2             | CC Meurthe, Mortagne, Moselle            | 5,89             | 121 (2022)                        | 21                 | modifier les données · modifier les données |
| Gélacourt                  | 54217      | 54120       | Lunéville      | Baccarat                | CC du Territoire de Lunéville à Baccarat | 4,78             | 184 (2022)                        | 38                 | modifier les données · modifier les données |
| Gélaucourt                 | 54218      | 54115       | Toul           | Meine au Saintois       | CC du Pays de Colombey et du Sud Toulois | 2,26             | 49 (2022)                         | 22                 | modifier les données · modifier les données |
| Gellenoncourt              | 54219      | 54110       | Nancy          | Grand Couronné          | CC de Seille et Grand Couronné           | 3,61             | 82 (2022)                         | 23                 | modifier les données · modifier les données |
| Gémonville                 | 54220      | 54115       | Toul           | Meine au Saintois       | CC du Pays de Colombey et du Sud Toulois | 9,03             | 76 (2022)                         | 8,4                | modifier les données · modifier les données |
| Gerbécourt-et-Haplemont    | 54221      | 54740       | Nancy          | Meine au Saintois       | CC du Pays du Saintois                   | 5,26             | 243 (2022)                        | 46                 | modifier les données · modifier les données |
| Gerbéviller                | 54222      | 54830       | Lunéville      | Lunéville-2             | CC Meurthe, Mortagne, Moselle            | 23,94            | 1 319 (2022)                      | 55                 | modifier les données · modifier les données |
| Germiny                    | 54223      | 54170       | Toul           | Meine au Saintois       | CC du Pays de Colombey et du Sud Toulois | 11,85            | 188 (2022)                        | 16                 | modifier les données · modifier les données |
| Germonville                | 54224      | 54740       | Nancy          | Meine au Saintois       | CC du Pays du Saintois                   | 5,21             | 130 (2022)                        | 25                 | modifier les données · modifier les données |
| Gézoncourt                 | 54225      | 54380       | Nancy          | Le Nord-Toulois         | CC du Bassin de Pont-à-Mousson           | 5,34             | 183 (2022)                        | 34                 | modifier les données · modifier les données |
| Gibeaumeix                 | 54226      | 54112       | Toul           | Meine au Saintois       | CC du Pays de Colombey et du Sud Toulois | 7,80             | 175 (2022)                        | 22                 | modifier les données · modifier les données |
| Giraumont                  | 54227      | 54780       | Val de Briey   | Jarny                   | CC Orne Lorraine Confluences             | 7,63             | 1 370 (2022)                      | 180                | modifier les données · modifier les données |
| Giriviller                 | 54228      | 54830       | Lunéville      | Lunéville-2             | CC Meurthe, Mortagne, Moselle            | 7,71             | 71 (2022)                         | 9,2                | modifier les données · modifier les données |
| Glonville                  | 54229      | 54122       | Lunéville      | Baccarat                | CC du Territoire de Lunéville à Baccarat | 18,58            | 376 (2022)                        | 20                 | modifier les données · modifier les données |
| Gogney                     | 54230      | 54450       | Lunéville      | Baccarat                | CC de Vezouze en Piémont                 | 8,80             | 56 (2022)                         | 6,4                | modifier les données · modifier les données |
| Gondrecourt-Aix            | 54231      | 54800       | Val de Briey   | Pays de Briey           | CC Orne Lorraine Confluences             | 12,28            | 180 (2022)                        | 15                 | modifier les données · modifier les données |
| Gondreville                | 54232      | 54840       | Toul           | Le Nord-Toulois         | CC Terres Touloises                      | 25,03            | 2 643 (2022)                      | 106                | modifier les données · modifier les données |
| Gondrexon                  | 54233      | 54450       | Lunéville      | Baccarat                | CC de Vezouze en Piémont                 | 2,49             | 32 (2022)                         | 13                 | modifier les données · modifier les données |
| Gorcy                      | 54234      | 54730       | Val de Briey   | Mont-Saint-Martin       | Grand Longwy Agglomération               | 4,10             | 2 968 (2022)                      | 724                | modifier les données · modifier les données |
| Goviller                   | 54235      | 54330       | Nancy          | Meine au Saintois       | CC du Pays du Saintois                   | 12,12            | 419 (2022)                        | 35                 | modifier les données · modifier les données |
| Grand-Failly               | 54236      | 54260       | Val de Briey   | Mont-Saint-Martin       | CC Terre Lorraine du Longuyonnais        | 21,87            | 362 (2022)                        | 17                 | modifier les données · modifier les données |
| Grimonviller               | 54237      | 54115       | Toul           | Meine au Saintois       | CC du Pays de Colombey et du Sud Toulois | 4,78             | 113 (2022)                        | 24                 | modifier les données · modifier les données |
| Gripport                   | 54238      | 54290       | Nancy          | Meine au Saintois       | CC du Pays du Saintois                   | 5,74             | 271 (2022)                        | 47                 | modifier les données · modifier les données |
| Griscourt                  | 54239      | 54380       | Nancy          | Le Nord-Toulois         | CC du Bassin de Pont-à-Mousson           | 3,74             | 138 (2022)                        | 37                 | modifier les données · modifier les données |
| Grosrouvres                | 54240      | 54470       | Toul           | Le Nord-Toulois         | CC Terres Touloises                      | 4,61             | 52 (2022)                         | 11                 | modifier les données · modifier les données |
| Gugney                     | 54241      | 54930       | Nancy          | Meine au Saintois       | CC du Pays du Saintois                   | 2,93             | 70 (2022)                         | 24                 | modifier les données · modifier les données |
| Gye                        | 54242      | 54113       | Toul           | Toul                    | CC Terres Touloises                      | 6,51             | 281 (2022)                        | 43                 | modifier les données · modifier les données |
| Hablainville               | 54243      | 54120       | Lunéville      | Baccarat                | CC du Territoire de Lunéville à Baccarat | 7,59             | 223 (2022)                        | 29                 | modifier les données · modifier les données |
| Hagéville                  | 54244      | 54470       | Toul           | Jarny                   | CC Mad et Moselle                        | 8,94             | 110 (2022)                        | 12                 | modifier les données · modifier les données |
| Haigneville                | 54245      | 54290       | Lunéville      | Lunéville-2             | CC Meurthe, Mortagne, Moselle            | 2,85             | 59 (2022)                         | 21                 | modifier les données · modifier les données |
| Halloville                 | 54246      | 54450       | Lunéville      | Baccarat                | CC de Vezouze en Piémont                 | 3,93             | 65 (2022)                         | 17                 | modifier les données · modifier les données |
| Hammeville                 | 54247      | 54330       | Nancy          | Meine au Saintois       | CC du Pays du Saintois                   | 5,45             | 189 (2022)                        | 35                 | modifier les données · modifier les données |
| Hamonville                 | 54248      | 54470       | Toul           | Le Nord-Toulois         | CC Mad et Moselle                        | 6,66             | 97 (2022)                         | 15                 | modifier les données · modifier les données |
| Han-devant-Pierrepont      | 54602      | 54620       | Val de Briey   | Mont-Saint-Martin       | CC Terre Lorraine du Longuyonnais        | 4,96             | 146 (2022)                        | 29                 | modifier les données · modifier les données |
| Hannonville-Suzémont       | 54249      | 54800       | Toul           | Jarny                   | CC Mad et Moselle                        | 8,68             | 257 (2022)                        | 30                 | modifier les données · modifier les données |
| Haraucourt                 | 54250      | 54110       | Nancy          | Grand Couronné          | CC de Seille et Grand Couronné           | 12,48            | 732 (2022)                        | 59                 | modifier les données · modifier les données |
| Harbouey                   | 54251      | 54450       | Lunéville      | Baccarat                | CC de Vezouze en Piémont                 | 10,14            | 134 (2022)                        | 13                 | modifier les données · modifier les données |
| Haroué                     | 54252      | 54740       | Nancy          | Meine au Saintois       | CC du Pays du Saintois                   | 4,14             | 514 (2022)                        | 124                | modifier les données · modifier les données |
| Hatrize                    | 54253      | 54800       | Val de Briey   | Jarny                   | CC Orne Lorraine Confluences             | 7,40             | 806 (2022)                        | 109                | modifier les données · modifier les données |
| Haucourt-Moulaine          | 54254      | 54860       | Val de Briey   | Longwy                  | Grand Longwy Agglomération               | 7,42             | 3 483 (2022)                      | 469                | modifier les données · modifier les données |
| Haudonville                | 54255      | 54830       | Lunéville      | Lunéville-2             | CC du Territoire de Lunéville à Baccarat | 7,46             | 82 (2022)                         | 11                 | modifier les données · modifier les données |
| Haussonville               | 54256      | 54290       | Lunéville      | Lunéville-2             | CC Meurthe, Mortagne, Moselle            | 11,18            | 318 (2022)                        | 28                 | modifier les données · modifier les données |
| Heillecourt                | 54257      | 54180       | Nancy          | Jarville-la-Malgrange   | Métropole du Grand Nancy                 | 3,65             | 5 396 (2022)                      | 1 478              | modifier les données · modifier les données |
| Hénaménil                  | 54258      | 54370       | Lunéville      | Lunéville-1             | CC du Pays du Sânon                      | 14,21            | 149 (2022)                        | 10                 | modifier les données · modifier les données |
| Herbéviller                | 54259      | 54450       | Lunéville      | Baccarat                | CC de Vezouze en Piémont                 | 8,12             | 213 (2022)                        | 26                 | modifier les données · modifier les données |
| Hériménil                  | 54260      | 54300       | Lunéville      | Lunéville-2             | CC du Territoire de Lunéville à Baccarat | 12,48            | 903 (2022)                        | 72                 | modifier les données · modifier les données |
| Herserange                 | 54261      | 54440       | Val de Briey   | Longwy                  | Grand Longwy Agglomération               | 3,54             | 4 176 (2022)                      | 1 180              | modifier les données · modifier les données |
| Hoéville                   | 54262      | 54370       | Lunéville      | Lunéville-1             | CC du Pays du Sânon                      | 8,54             | 206 (2022)                        | 24                 | modifier les données · modifier les données |
| Homécourt                  | 54263      | 54310       | Val de Briey   | Jarny                   | CC Orne Lorraine Confluences             | 4,44             | 6 250 (2022)                      | 1 408              | modifier les données · modifier les données |
| Houdelmont                 | 54264      | 54330       | Nancy          | Meine au Saintois       | CC du Pays du Saintois                   | 3,85             | 350 (2022)                        | 91                 | modifier les données · modifier les données |
| Houdemont                  | 54265      | 54180       | Nancy          | Jarville-la-Malgrange   | Métropole du Grand Nancy                 | 3,62             | 2 069 (2022)                      | 572                | modifier les données · modifier les données |
| Houdreville                | 54266      | 54330       | Nancy          | Meine au Saintois       | CC du Pays du Saintois                   | 10,37            | 399 (2022)                        | 38                 | modifier les données · modifier les données |
| Housséville                | 54268      | 54930       | Nancy          | Meine au Saintois       | CC du Pays du Saintois                   | 5,33             | 131 (2022)                        | 25                 | modifier les données · modifier les données |
| Hudiviller                 | 54269      | 54110       | Nancy          | Lunéville-1             | CC des Pays du Sel et du Vermois         | 2,99             | 316 (2022)                        | 106                | modifier les données · modifier les données |
| Hussigny-Godbrange         | 54270      | 54590       | Val de Briey   | Villerupt               | Grand Longwy Agglomération               | 15,37            | 3 921 (2022)                      | 255                | modifier les données · modifier les données |
| Igney                      | 54271      | 54450       | Lunéville      | Baccarat                | CC de Vezouze en Piémont                 | 4,71             | 113 (2022)                        | 24                 | modifier les données · modifier les données |
| Jaillon                    | 54272      | 54200       | Toul           | Le Nord-Toulois         | CC Terres Touloises                      | 7,47             | 470 (2022)                        | 63                 | modifier les données · modifier les données |
| Jarny                      | 54273      | 54800       | Val de Briey   | Jarny                   | CC Orne Lorraine Confluences             | 15,60            | 8 090 (2022)                      | 519                | modifier les données · modifier les données |
| Jarville-la-Malgrange      | 54274      | 54140       | Nancy          | Jarville-la-Malgrange   | Métropole du Grand Nancy                 | 2,43             | 9 362 (2022)                      | 3 853              | modifier les données · modifier les données |
| Jaulny                     | 54275      | 54470       | Toul           | Le Nord-Toulois         | CC Mad et Moselle                        | 8,25             | 200 (2022)                        | 24                 | modifier les données · modifier les données |
| Jeandelaincourt            | 54276      | 54114       | Nancy          | Entre Seille et Meurthe | CC de Seille et Grand Couronné           | 4,47             | 788 (2022)                        | 176                | modifier les données · modifier les données |
| Jeandelize                 | 54277      | 54800       | Val de Briey   | Jarny                   | CC Orne Lorraine Confluences             | 6,75             | 369 (2022)                        | 55                 | modifier les données · modifier les données |
| Jevoncourt                 | 54278      | 54740       | Nancy          | Meine au Saintois       | CC du Pays du Saintois                   | 3,29             | 101 (2022)                        | 31                 | modifier les données · modifier les données |
| Jezainville                | 54279      | 54700       | Nancy          | Pont-à-Mousson          | CC du Bassin de Pont-à-Mousson           | 18,19            | 1 016 (2022)                      | 56                 | modifier les données · modifier les données |
| Jœuf                       | 54280      | 54240       | Val de Briey   | Pays de Briey           | CC Orne Lorraine Confluences             | 3,18             | 6 509 (2022)                      | 2 047              | modifier les données · modifier les données |
| Jolivet                    | 54281      | 54300       | Lunéville      | Lunéville-1             | CC du Territoire de Lunéville à Baccarat | 7,20             | 889 (2022)                        | 123                | modifier les données · modifier les données |
| Joppécourt                 | 54282      | 54620       | Val de Briey   | Pays de Briey           | CC Cœur du Pays-Haut                     | 6,98             | 154 (2022)                        | 22                 | modifier les données · modifier les données |
| Jouaville                  | 54283      | 54800       | Val de Briey   | Jarny                   | CC Orne Lorraine Confluences             | 11,32            | 280 (2022)                        | 25                 | modifier les données · modifier les données |
| Joudreville                | 54284      | 54490       | Val de Briey   | Pays de Briey           | CC Cœur du Pays-Haut                     | 5,58             | 1 108 (2022)                      | 199                | modifier les données · modifier les données |
| Juvrecourt                 | 54285      | 54370       | Lunéville      | Baccarat                | CC du Pays du Sânon                      | 6,11             | 42 (2022)                         | 6,9                | modifier les données · modifier les données |
| Labry                      | 54286      | 54800       | Val de Briey   | Jarny                   | CC Orne Lorraine Confluences             | 5,95             | 1 564 (2022)                      | 263                | modifier les données · modifier les données |
| Lachapelle                 | 54287      | 54120       | Lunéville      | Baccarat                | CC du Territoire de Lunéville à Baccarat | 10,17            | 260 (2022)                        | 26                 | modifier les données · modifier les données |
| Lagney                     | 54288      | 54200       | Toul           | Le Nord-Toulois         | CC Terres Touloises                      | 14,34            | 498 (2022)                        | 35                 | modifier les données · modifier les données |
| Laître-sous-Amance         | 54289      | 54770       | Nancy          | Grand Couronné          | CC de Seille et Grand Couronné           | 5,11             | 353 (2022)                        | 69                 | modifier les données · modifier les données |
| Laix                       | 54290      | 54720       | Val de Briey   | Villerupt               | Grand Longwy Agglomération               | 7,55             | 209 (2022)                        | 28                 | modifier les données · modifier les données |
| Lalœuf                     | 54291      | 54115       | Nancy          | Meine au Saintois       | CC du Pays du Saintois                   | 10,88            | 301 (2022)                        | 28                 | modifier les données · modifier les données |
| Lamath                     | 54292      | 54300       | Lunéville      | Lunéville-2             | CC du Territoire de Lunéville à Baccarat | 5,60             | 180 (2022)                        | 32                 | modifier les données · modifier les données |
| Landécourt                 | 54293      | 54360       | Lunéville      | Lunéville-2             | CC Meurthe, Mortagne, Moselle            | 5,82             | 85 (2022)                         | 15                 | modifier les données · modifier les données |
| Landremont                 | 54294      | 54380       | Nancy          | Entre Seille et Meurthe | CC du Bassin de Pont-à-Mousson           | 5,52             | 137 (2022)                        | 25                 | modifier les données · modifier les données |
| Landres                    | 54295      | 54970       | Val de Briey   | Pays de Briey           | CC Cœur du Pays-Haut                     | 8,04             | 979 (2022)                        | 122                | modifier les données · modifier les données |
| Laneuvelotte               | 54296      | 54280       | Nancy          | Grand Couronné          | CC de Seille et Grand Couronné           | 9,13             | 431 (2022)                        | 47                 | modifier les données · modifier les données |
| Laneuveville-aux-Bois      | 54297      | 54370       | Lunéville      | Baccarat                | CC du Territoire de Lunéville à Baccarat | 19,04            | 301 (2022)                        | 16                 | modifier les données · modifier les données |
| Laneuveville-derrière-Foug | 54298      | 54570       | Toul           | Toul                    | CC Terres Touloises                      | 1,13             | 155 (2022)                        | 137                | modifier les données · modifier les données |
| Laneuveville-devant-Bayon  | 54299      | 54740       | Nancy          | Meine au Saintois       | CC du Pays du Saintois                   | 5,75             | 226 (2022)                        | 39                 | modifier les données · modifier les données |
| Laneuveville-devant-Nancy  | 54300      | 54410       | Nancy          | Grand Couronné          | Métropole du Grand Nancy                 | 12,47            | 6 595 (2022)                      | 529                | modifier les données · modifier les données |
| Lanfroicourt               | 54301      | 54760       | Nancy          | Entre Seille et Meurthe | CC de Seille et Grand Couronné           | 6,19             | 130 (2022)                        | 21                 | modifier les données · modifier les données |
| Lantéfontaine              | 54302      | 54150       | Val de Briey   | Pays de Briey           | CC Orne Lorraine Confluences             | 8,06             | 734 (2022)                        | 91                 | modifier les données · modifier les données |
| Laronxe                    | 54303      | 54950       | Lunéville      | Baccarat                | CC du Territoire de Lunéville à Baccarat | 6,83             | 365 (2022)                        | 53                 | modifier les données · modifier les données |
| Laxou                      | 54304      | 54520       | Nancy          | Laxou                   | Métropole du Grand Nancy                 | 15,94            | 15 126 (2022)                     | 949                | modifier les données · modifier les données |
| Lay-Saint-Christophe       | 54305      | 54690       | Nancy          | Entre Seille et Meurthe | CC du Bassin de Pompey                   | 11,59            | 2 367 (2022)                      | 204                | modifier les données · modifier les données |
| Lay-Saint-Remy             | 54306      | 54570       | Toul           | Toul                    | CC Terres Touloises                      | 3,80             | 339 (2022)                        | 89                 | modifier les données · modifier les données |
| Lebeuville                 | 54307      | 54740       | Nancy          | Meine au Saintois       | CC du Pays du Saintois                   | 6,22             | 149 (2022)                        | 24                 | modifier les données · modifier les données |
| Leintrey                   | 54308      | 54450       | Lunéville      | Baccarat                | CC de Vezouze en Piémont                 | 15,44            | 149 (2022)                        | 9,7                | modifier les données · modifier les données |
| Lemainville                | 54309      | 54740       | Nancy          | Meine au Saintois       | CC du Pays du Saintois                   | 4,75             | 414 (2022)                        | 87                 | modifier les données · modifier les données |
| Leménil-Mitry              | 54310      | 54740       | Nancy          | Meine au Saintois       | CC du Pays du Saintois                   | 3,43             | 2 (2022)                          | 0,58               | modifier les données · modifier les données |
| Lenoncourt                 | 54311      | 54110       | Nancy          | Grand Couronné          | CC de Seille et Grand Couronné           | 11,53            | 592 (2022)                        | 51                 | modifier les données · modifier les données |
| Lesménils                  | 54312      | 54700       | Nancy          | Pont-à-Mousson          | CC du Bassin de Pont-à-Mousson           | 10,84            | 503 (2022)                        | 46                 | modifier les données · modifier les données |
| Létricourt                 | 54313      | 54610       | Nancy          | Entre Seille et Meurthe | CC de Seille et Grand Couronné           | 7,38             | 226 (2022)                        | 31                 | modifier les données · modifier les données |
| Lexy                       | 54314      | 54720       | Val de Briey   | Longwy                  | Grand Longwy Agglomération               | 5,99             | 3 902 (2022)                      | 651                | modifier les données · modifier les données |
| Leyr                       | 54315      | 54760       | Nancy          | Entre Seille et Meurthe | CC de Seille et Grand Couronné           | 10,74            | 910 (2022)                        | 85                 | modifier les données · modifier les données |
| Limey-Remenauville         | 54316      | 54470       | Toul           | Le Nord-Toulois         | CC Mad et Moselle                        | 18,33            | 312 (2022)                        | 17                 | modifier les données · modifier les données |
| Lironville                 | 54317      | 54470       | Toul           | Le Nord-Toulois         | CC Mad et Moselle                        | 8,99             | 131 (2022)                        | 15                 | modifier les données · modifier les données |
| Liverdun                   | 54318      | 54460       | Nancy          | Le Nord-Toulois         | CC du Bassin de Pompey                   | 25,23            | 5 656 (2022)                      | 224                | modifier les données · modifier les données |
| Loisy                      | 54320      | 54700       | Nancy          | Pont-à-Mousson          | CC du Bassin de Pont-à-Mousson           | 5,58             | 323 (2022)                        | 58                 | modifier les données · modifier les données |
| Longlaville                | 54321      | 54810       | Val de Briey   | Villerupt               | Grand Longwy Agglomération               | 3,21             | 2 373 (2022)                      | 739                | modifier les données · modifier les données |
| Longuyon                   | 54322      | 54260       | Val de Briey   | Mont-Saint-Martin       | CC Terre Lorraine du Longuyonnais        | 29,70            | 5 141 (2022)                      | 173                | modifier les données · modifier les données |
| Longwy                     | 54323      | 54400       | Val de Briey   | Longwy                  | Grand Longwy Agglomération               | 5,34             | 15 492 (2022)                     | 2 901              | modifier les données · modifier les données |
| Lorey                      | 54324      | 54290       | Lunéville      | Lunéville-2             | CC Meurthe, Mortagne, Moselle            | 5,18             | 87 (2022)                         | 17                 | modifier les données · modifier les données |
| Loromontzey                | 54325      | 54290       | Lunéville      | Lunéville-2             | CC Meurthe, Mortagne, Moselle            | 7,68             | 78 (2022)                         | 10                 | modifier les données · modifier les données |
| Lubey                      | 54326      | 54150       | Val de Briey   | Pays de Briey           | CC Orne Lorraine Confluences             | 3,93             | 215 (2022)                        | 55                 | modifier les données · modifier les données |
| Lucey                      | 54327      | 54200       | Toul           | Le Nord-Toulois         | CC Terres Touloises                      | 10,70            | 624 (2022)                        | 58                 | modifier les données · modifier les données |
| Ludres                     | 54328      | 54710       | Nancy          | Jarville-la-Malgrange   | Métropole du Grand Nancy                 | 8,18             | 5 899 (2022)                      | 721                | modifier les données · modifier les données |
| Lunéville                  | 54329      | 54300       | Lunéville      | Lunéville-1 Lunéville-2 | CC du Territoire de Lunéville à Baccarat | 16,34            | 17 920 (2022)                     | 1 097              | modifier les données · modifier les données |
| Lupcourt                   | 54330      | 54210       | Nancy          | Jarville-la-Malgrange   | CC des Pays du Sel et du Vermois         | 6,94             | 416 (2022)                        | 60                 | modifier les données · modifier les données |
| Magnières                  | 54331      | 54129       | Lunéville      | Lunéville-2             | CC du Territoire de Lunéville à Baccarat | 11,58            | 284 (2022)                        | 25                 | modifier les données · modifier les données |
| Maidières                  | 54332      | 54700       | Nancy          | Pont-à-Mousson          | CC du Bassin de Pont-à-Mousson           | 1,81             | 1 495 (2022)                      | 826                | modifier les données · modifier les données |
| Mailly-sur-Seille          | 54333      | 54610       | Nancy          | Entre Seille et Meurthe | CC de Seille et Grand Couronné           | 6,40             | 244 (2022)                        | 38                 | modifier les données · modifier les données |
| Mairy-Mainville            | 54334      | 54150       | Val de Briey   | Pays de Briey           | CC Cœur du Pays-Haut                     | 12,42            | 555 (2022)                        | 45                 | modifier les données · modifier les données |
| Maixe                      | 54335      | 54370       | Lunéville      | Lunéville-1             | CC du Pays du Sânon                      | 9,33             | 405 (2022)                        | 43                 | modifier les données · modifier les données |
| Maizières                  | 54336      | 54550       | Nancy          | Neuves-Maisons          | CC Moselle et Madon                      | 15,63            | 917 (2022)                        | 59                 | modifier les données · modifier les données |
| Malavillers                | 54337      | 54560       | Val de Briey   | Pays de Briey           | CC Cœur du Pays-Haut                     | 4,37             | 125 (2022)                        | 29                 | modifier les données · modifier les données |
| Malleloy                   | 54338      | 54670       | Nancy          | Entre Seille et Meurthe | CC du Bassin de Pompey                   | 4,06             | 986 (2022)                        | 243                | modifier les données · modifier les données |
| Malzéville                 | 54339      | 54220       | Nancy          | Saint-Max               | Métropole du Grand Nancy                 | 7,53             | 7 818 (2022)                      | 1 038              | modifier les données · modifier les données |
| Mamey                      | 54340      | 54470       | Toul           | Le Nord-Toulois         | CC Mad et Moselle                        | 7,56             | 335 (2022)                        | 44                 | modifier les données · modifier les données |
| Mandres-aux-Quatre-Tours   | 54343      | 54470       | Toul           | Le Nord-Toulois         | CC Mad et Moselle                        | 10,24            | 201 (2022)                        | 20                 | modifier les données · modifier les données |
| Mangonville                | 54344      | 54290       | Nancy          | Meine au Saintois       | CC du Pays du Saintois                   | 3,85             | 209 (2022)                        | 54                 | modifier les données · modifier les données |
| Manoncourt-en-Vermois      | 54345      | 54210       | Nancy          | Jarville-la-Malgrange   | CC des Pays du Sel et du Vermois         | 6,68             | 338 (2022)                        | 51                 | modifier les données · modifier les données |
| Manoncourt-en-Woëvre       | 54346      | 54385       | Toul           | Le Nord-Toulois         | CC Terres Touloises                      | 10,56            | 254 (2022)                        | 24                 | modifier les données · modifier les données |
| Manonville                 | 54348      | 54385       | Toul           | Le Nord-Toulois         | CC Terres Touloises                      | 9,43             | 239 (2022)                        | 25                 | modifier les données · modifier les données |
| Manonviller                | 54349      | 54300       | Lunéville      | Baccarat                | CC du Territoire de Lunéville à Baccarat | 6,98             | 171 (2022)                        | 24                 | modifier les données · modifier les données |
| Marainviller               | 54350      | 54300       | Lunéville      | Baccarat                | CC du Territoire de Lunéville à Baccarat | 16,99            | 702 (2022)                        | 41                 | modifier les données · modifier les données |
| Marbache                   | 54351      | 54820       | Nancy          | Val de Lorraine Sud     | CC du Bassin de Pompey                   | 10,63            | 1 671 (2022)                      | 157                | modifier les données · modifier les données |
| Maron                      | 54352      | 54230       | Nancy          | Neuves-Maisons          | CC Moselle et Madon                      | 19,10            | 837 (2022)                        | 44                 | modifier les données · modifier les données |
| Mars-la-Tour               | 54353      | 54800       | Toul           | Jarny                   | CC Mad et Moselle                        | 12,64            | 885 (2022)                        | 70                 | modifier les données · modifier les données |
| Marthemont                 | 54354      | 54330       | Nancy          | Meine au Saintois       | CC Moselle et Madon                      | 2,17             | 51 (2022)                         | 24                 | modifier les données · modifier les données |
| Martincourt                | 54355      | 54380       | Nancy          | Le Nord-Toulois         | CC du Bassin de Pont-à-Mousson           | 10,66            | 91 (2022)                         | 8,5                | modifier les données · modifier les données |
| Mattexey                   | 54356      | 54830       | Lunéville      | Lunéville-2             | CC Meurthe, Mortagne, Moselle            | 4,97             | 64 (2022)                         | 13                 | modifier les données · modifier les données |
| Maxéville                  | 54357      | 54320       | Nancy          | Val de Lorraine Sud     | Métropole du Grand Nancy                 | 5,63             | 10 014 (2022)                     | 1 779              | modifier les données · modifier les données |
| Mazerulles                 | 54358      | 54280       | Nancy          | Grand Couronné          | CC de Seille et Grand Couronné           | 6,38             | 285 (2022)                        | 45                 | modifier les données · modifier les données |
| Méhoncourt                 | 54359      | 54360       | Lunéville      | Lunéville-2             | CC Meurthe, Mortagne, Moselle            | 7,87             | 243 (2022)                        | 31                 | modifier les données · modifier les données |
| Ménil-la-Tour              | 54360      | 54200       | Toul           | Le Nord-Toulois         | CC Terres Touloises                      | 8,82             | 342 (2022)                        | 39                 | modifier les données · modifier les données |
| Mercy-le-Bas               | 54362      | 54960       | Val de Briey   | Pays de Briey           | CC Cœur du Pays-Haut                     | 8,23             | 1 276 (2022)                      | 155                | modifier les données · modifier les données |
| Mercy-le-Haut              | 54363      | 54560       | Val de Briey   | Pays de Briey           | CC Cœur du Pays-Haut                     | 13,35            | 268 (2022)                        | 20                 | modifier les données · modifier les données |
| Méréville                  | 54364      | 54850       | Nancy          | Neuves-Maisons          | CC Moselle et Madon                      | 8,43             | 1 288 (2022)                      | 153                | modifier les données · modifier les données |
| Merviller                  | 54365      | 54120       | Lunéville      | Baccarat                | CC du Territoire de Lunéville à Baccarat | 12,40            | 328 (2022)                        | 26                 | modifier les données · modifier les données |
| Messein                    | 54366      | 54850       | Nancy          | Neuves-Maisons          | CC Moselle et Madon                      | 5,14             | 1 994 (2022)                      | 388                | modifier les données · modifier les données |
| Mexy                       | 54367      | 54135       | Val de Briey   | Longwy                  | Grand Longwy Agglomération               | 4,90             | 2 303 (2022)                      | 470                | modifier les données · modifier les données |
| Mignéville                 | 54368      | 54540       | Lunéville      | Baccarat                | CC de Vezouze en Piémont                 | 6,44             | 173 (2022)                        | 27                 | modifier les données · modifier les données |
| Millery                    | 54369      | 54670       | Nancy          | Entre Seille et Meurthe | CC du Bassin de Pompey                   | 7,48             | 597 (2022)                        | 80                 | modifier les données · modifier les données |
| Minorville                 | 54370      | 54385       | Toul           | Le Nord-Toulois         | CC Terres Touloises                      | 12,65            | 226 (2022)                        | 18                 | modifier les données · modifier les données |
| Moineville                 | 54371      | 54580       | Val de Briey   | Jarny                   | CC Orne Lorraine Confluences             | 8,12             | 1 097 (2022)                      | 135                | modifier les données · modifier les données |
| Moivrons                   | 54372      | 54760       | Nancy          | Entre Seille et Meurthe | CC de Seille et Grand Couronné           | 6,00             | 532 (2022)                        | 89                 | modifier les données · modifier les données |
| Moncel-lès-Lunéville       | 54373      | 54300       | Lunéville      | Lunéville-2             | CC du Territoire de Lunéville à Baccarat | 21,94            | 612 (2022)                        | 28                 | modifier les données · modifier les données |
| Moncel-sur-Seille          | 54374      | 54280       | Nancy          | Grand Couronné          | CC de Seille et Grand Couronné           | 12,41            | 533 (2022)                        | 43                 | modifier les données · modifier les données |
| Mont-Bonvillers            | 54084      | 54111       | Val de Briey   | Pays de Briey           | CC Cœur du Pays-Haut                     | 7,44             | 940 (2022)                        | 126                | modifier les données · modifier les données |
| Mont-l'Étroit              | 54379      | 54170       | Toul           | Meine au Saintois       | CC du Pays de Colombey et du Sud Toulois | 6,42             | 95 (2022)                         | 15                 | modifier les données · modifier les données |
| Mont-le-Vignoble           | 54380      | 54113       | Toul           | Meine au Saintois       | CC du Pays de Colombey et du Sud Toulois | 4,12             | 415 (2022)                        | 101                | modifier les données · modifier les données |
| Mont-Saint-Martin          | 54382      | 54350       | Val de Briey   | Mont-Saint-Martin       | Grand Longwy Agglomération               | 8,80             | 9 282 (2022)                      | 1 055              | modifier les données · modifier les données |
| Mont-sur-Meurthe           | 54383      | 54360       | Lunéville      | Lunéville-2             | CC Meurthe, Mortagne, Moselle            | 9,51             | 1 132 (2022)                      | 119                | modifier les données · modifier les données |
| Montauville                | 54375      | 54700       | Nancy          | Pont-à-Mousson          | CC du Bassin de Pont-à-Mousson           | 16,19            | 1 089 (2022)                      | 67                 | modifier les données · modifier les données |
| Montenoy                   | 54376      | 54760       | Nancy          | Entre Seille et Meurthe | CC du Bassin de Pompey                   | 3,98             | 401 (2022)                        | 101                | modifier les données · modifier les données |
| Montigny                   | 54377      | 54540       | Lunéville      | Baccarat                | CC de Vezouze en Piémont                 | 6,11             | 151 (2022)                        | 25                 | modifier les données · modifier les données |
| Montigny-sur-Chiers        | 54378      | 54870       | Val de Briey   | Mont-Saint-Martin       | CC Terre Lorraine du Longuyonnais        | 9,36             | 479 (2022)                        | 51                 | modifier les données · modifier les données |
| Montreux                   | 54381      | 54450       | Lunéville      | Baccarat                | CC de Vezouze en Piémont                 | 3,69             | 52 (2022)                         | 14                 | modifier les données · modifier les données |
| Morfontaine                | 54385      | 54920       | Val de Briey   | Villerupt               | Grand Longwy Agglomération               | 11,42            | 1 076 (2022)                      | 94                 | modifier les données · modifier les données |
| Moriviller                 | 54386      | 54830       | Lunéville      | Lunéville-2             | CC Meurthe, Mortagne, Moselle            | 7,24             | 93 (2022)                         | 13                 | modifier les données · modifier les données |
| Morville-sur-Seille        | 54387      | 54700       | Nancy          | Entre Seille et Meurthe | CC du Bassin de Pont-à-Mousson           | 5,34             | 167 (2022)                        | 31                 | modifier les données · modifier les données |
| Mouacourt                  | 54388      | 54370       | Lunéville      | Baccarat                | CC du Pays du Sânon                      | 8,50             | 75 (2022)                         | 8,8                | modifier les données · modifier les données |
| Mouaville                  | 54389      | 54800       | Val de Briey   | Pays de Briey           | CC Orne Lorraine Confluences             | 8,44             | 104 (2022)                        | 12                 | modifier les données · modifier les données |
| Mousson                    | 54390      | 54700       | Nancy          | Pont-à-Mousson          | CC du Bassin de Pont-à-Mousson           | 5,73             | 102 (2022)                        | 18                 | modifier les données · modifier les données |
| Moutiers                   | 54391      | 54660       | Val de Briey   | Jarny                   | CC Orne Lorraine Confluences             | 6,82             | 1 591 (2022)                      | 233                | modifier les données · modifier les données |
| Moutrot                    | 54392      | 54113       | Toul           | Meine au Saintois       | CC du Pays de Colombey et du Sud Toulois | 7,26             | 320 (2022)                        | 44                 | modifier les données · modifier les données |
| Moyen                      | 54393      | 54118       | Lunéville      | Lunéville-2             | CC du Territoire de Lunéville à Baccarat | 23,57            | 522 (2022)                        | 22                 | modifier les données · modifier les données |
| Murville                   | 54394      | 54490       | Val de Briey   | Pays de Briey           | CC Cœur du Pays-Haut                     | 5,57             | 237 (2022)                        | 43                 | modifier les données · modifier les données |
| Neufmaisons                | 54396      | 54540       | Lunéville      | Baccarat                | CC de Vezouze en Piémont                 | 21,63            | 212 (2022)                        | 9,8                | modifier les données · modifier les données |
| Neuves-Maisons             | 54397      | 54230       | Nancy          | Neuves-Maisons          | CC Moselle et Madon                      | 4,44             | 6 572 (2022)                      | 1 480              | modifier les données · modifier les données |
| Neuviller-lès-Badonviller  | 54398      | 54540       | Lunéville      | Baccarat                | CC de Vezouze en Piémont                 | 5,75             | 92 (2022)                         | 16                 | modifier les données · modifier les données |
| Neuviller-sur-Moselle      | 54399      | 54290       | Nancy          | Meine au Saintois       | CC du Pays du Saintois                   | 6,71             | 251 (2022)                        | 37                 | modifier les données · modifier les données |
| Nomeny                     | 54400      | 54610       | Nancy          | Entre Seille et Meurthe | CC de Seille et Grand Couronné           | 17,79            | 1 139 (2022)                      | 64                 | modifier les données · modifier les données |
| Nonhigny                   | 54401      | 54450       | Lunéville      | Baccarat                | CC de Vezouze en Piémont                 | 5,75             | 134 (2022)                        | 23                 | modifier les données · modifier les données |
| Norroy-le-Sec              | 54402      | 54150       | Val de Briey   | Pays de Briey           | CC Orne Lorraine Confluences             | 13,77            | 418 (2022)                        | 30                 | modifier les données · modifier les données |
| Norroy-lès-Pont-à-Mousson  | 54403      | 54700       | Nancy          | Pont-à-Mousson          | CC du Bassin de Pont-à-Mousson           | 5,89             | 1 161 (2022)                      | 197                | modifier les données · modifier les données |
| Noviant-aux-Prés           | 54404      | 54385       | Toul           | Le Nord-Toulois         | CC Terres Touloises                      | 11,19            | 233 (2022)                        | 21                 | modifier les données · modifier les données |
| Ochey                      | 54405      | 54170       | Toul           | Meine au Saintois       | CC du Pays de Colombey et du Sud Toulois | 18,06            | 522 (2022)                        | 29                 | modifier les données · modifier les données |
| Ogéviller                  | 54406      | 54450       | Lunéville      | Baccarat                | CC de Vezouze en Piémont                 | 3,54             | 279 (2022)                        | 79                 | modifier les données · modifier les données |
| Ognéville                  | 54407      | 54330       | Nancy          | Meine au Saintois       | CC du Pays du Saintois                   | 4,12             | 91 (2022)                         | 22                 | modifier les données · modifier les données |
| Olley                      | 54408      | 54800       | Val de Briey   | Jarny                   | CC Orne Lorraine Confluences             | 9,48             | 223 (2022)                        | 24                 | modifier les données · modifier les données |
| Omelmont                   | 54409      | 54330       | Nancy          | Meine au Saintois       | CC du Pays du Saintois                   | 4,69             | 193 (2022)                        | 41                 | modifier les données · modifier les données |
| Onville                    | 54410      | 54890       | Toul           | Pont-à-Mousson          | CC Mad et Moselle                        | 9,27             | 509 (2022)                        | 55                 | modifier les données · modifier les données |
| Ormes-et-Ville             | 54411      | 54740       | Nancy          | Meine au Saintois       | CC du Pays du Saintois                   | 12,49            | 221 (2022)                        | 18                 | modifier les données · modifier les données |
| Othe                       | 54412      | 54260       | Val de Briey   | Mont-Saint-Martin       | CC Terre Lorraine du Longuyonnais        | 2,97             | 39 (2022)                         | 13                 | modifier les données · modifier les données |
| Ozerailles                 | 54413      | 54150       | Val de Briey   | Pays de Briey           | CC Orne Lorraine Confluences             | 6,32             | 147 (2022)                        | 23                 | modifier les données · modifier les données |
| Pagney-derrière-Barine     | 54414      | 54200       | Toul           | Toul                    | CC Terres Touloises                      | 6,13             | 649 (2022)                        | 106                | modifier les données · modifier les données |
| Pagny-sur-Moselle          | 54415      | 54530       | Nancy          | Pont-à-Mousson          | CC du Bassin de Pont-à-Mousson           | 11,20            | 3 953 (2022)                      | 353                | modifier les données · modifier les données |
| Pannes                     | 54416      | 54470       | Toul           | Le Nord-Toulois         | CC Mad et Moselle                        | 8,37             | 175 (2022)                        | 21                 | modifier les données · modifier les données |
| Parey-Saint-Césaire        | 54417      | 54330       | Nancy          | Meine au Saintois       | CC du Pays du Saintois                   | 5,67             | 245 (2022)                        | 43                 | modifier les données · modifier les données |
| Parroy                     | 54418      | 54370       | Lunéville      | Baccarat                | CC du Pays du Sânon                      | 17,65            | 179 (2022)                        | 10                 | modifier les données · modifier les données |
| Parux                      | 54419      | 54480       | Lunéville      | Baccarat                | CC de Vezouze en Piémont                 | 4,38             | 72 (2022)                         | 16                 | modifier les données · modifier les données |
| Petit-Failly               | 54420      | 54260       | Val de Briey   | Mont-Saint-Martin       | CC Terre Lorraine du Longuyonnais        | 8,12             | 94 (2022)                         | 12                 | modifier les données · modifier les données |
| Petitmont                  | 54421      | 54480       | Lunéville      | Baccarat                | CC de Vezouze en Piémont                 | 17,60            | 307 (2022)                        | 17                 | modifier les données · modifier les données |
| Pettonville                | 54422      | 54120       | Lunéville      | Baccarat                | CC du Territoire de Lunéville à Baccarat | 2,92             | 66 (2022)                         | 23                 | modifier les données · modifier les données |
| Pexonne                    | 54423      | 54540       | Lunéville      | Baccarat                | CC de Vezouze en Piémont                 | 13,43            | 330 (2022)                        | 25                 | modifier les données · modifier les données |
| Phlin                      | 54424      | 54610       | Nancy          | Entre Seille et Meurthe | CC de Seille et Grand Couronné           | 3,70             | 41 (2022)                         | 11                 | modifier les données · modifier les données |
| Piennes                    | 54425      | 54490       | Val de Briey   | Pays de Briey           | CC Cœur du Pays-Haut                     | 4,67             | 2 443 (2022)                      | 523                | modifier les données · modifier les données |
| Pierre-la-Treiche          | 54426      | 54200       | Toul           | Toul                    | CC Terres Touloises                      | 12,85            | 474 (2022)                        | 37                 | modifier les données · modifier les données |
| Pierre-Percée              | 54427      | 54540       | Lunéville      | Baccarat                | CA de Saint-Dié-des-Vosges               | 9,93             | 96 (2022)                         | 9,7                | modifier les données · modifier les données |
| Pierrepont                 | 54428      | 54620       | Val de Briey   | Mont-Saint-Martin       | CC Terre Lorraine du Longuyonnais        | 7,02             | 827 (2022)                        | 118                | modifier les données · modifier les données |
| Pierreville                | 54429      | 54160       | Nancy          | Meine au Saintois       | CC Moselle et Madon                      | 2,87             | 298 (2022)                        | 104                | modifier les données · modifier les données |
| Pompey                     | 54430      | 54340       | Nancy          | Val de Lorraine Sud     | CC du Bassin de Pompey                   | 8,13             | 4 815 (2022)                      | 592                | modifier les données · modifier les données |
| Pont-à-Mousson             | 54431      | 54700       | Nancy          | Pont-à-Mousson          | CC du Bassin de Pont-à-Mousson           | 21,60            | 14 383 (2022)                     | 666                | modifier les données · modifier les données |
| Pont-Saint-Vincent         | 54432      | 54550       | Nancy          | Neuves-Maisons          | CC Moselle et Madon                      | 6,66             | 1 784 (2022)                      | 268                | modifier les données · modifier les données |
| Port-sur-Seille            | 54433      | 54700       | Nancy          | Entre Seille et Meurthe | CC du Bassin de Pont-à-Mousson           | 6,37             | 230 (2022)                        | 36                 | modifier les données · modifier les données |
| Praye                      | 54434      | 54116       | Nancy          | Meine au Saintois       | CC du Pays du Saintois                   | 8,72             | 251 (2022)                        | 29                 | modifier les données · modifier les données |
| Prény                      | 54435      | 54530       | Toul           | Pont-à-Mousson          | CC Mad et Moselle                        | 15,09            | 373 (2022)                        | 25                 | modifier les données · modifier les données |
| Preutin-Higny              | 54436      | 54490       | Val de Briey   | Pays de Briey           | CC Cœur du Pays-Haut                     | 7,02             | 159 (2022)                        | 23                 | modifier les données · modifier les données |
| Pulligny                   | 54437      | 54160       | Nancy          | Neuves-Maisons          | CC Moselle et Madon                      | 9,30             | 1 151 (2022)                      | 124                | modifier les données · modifier les données |
| Pulney                     | 54438      | 54115       | Toul           | Meine au Saintois       | CC du Pays de Colombey et du Sud Toulois | 4,40             | 55 (2022)                         | 13                 | modifier les données · modifier les données |
| Pulnoy                     | 54439      | 54425       | Nancy          | Grand Couronné          | Métropole du Grand Nancy                 | 3,74             | 5 123 (2022)                      | 1 370              | modifier les données · modifier les données |
| Puxe                       | 54440      | 54800       | Val de Briey   | Jarny                   | CC Orne Lorraine Confluences             | 5,89             | 112 (2022)                        | 19                 | modifier les données · modifier les données |
| Puxieux                    | 54441      | 54800       | Toul           | Jarny                   | CC Mad et Moselle                        | 5,67             | 221 (2022)                        | 39                 | modifier les données · modifier les données |
| Quevilloncourt             | 54442      | 54330       | Nancy          | Meine au Saintois       | CC du Pays du Saintois                   | 2,92             | 96 (2022)                         | 33                 | modifier les données · modifier les données |
| Raon-lès-Leau              | 54443      | 54540       | Lunéville      | Baccarat                | CA de Saint-Dié-des-Vosges               | 1,31             | 39 (2022)                         | 30                 | modifier les données · modifier les données |
| Raucourt                   | 54444      | 54610       | Nancy          | Entre Seille et Meurthe | CC de Seille et Grand Couronné           | 5,06             | 232 (2022)                        | 46                 | modifier les données · modifier les données |
| Raville-sur-Sânon          | 54445      | 54370       | Lunéville      | Lunéville-1             | CC du Pays du Sânon                      | 3,35             | 104 (2022)                        | 31                 | modifier les données · modifier les données |
| Réchicourt-la-Petite       | 54446      | 54370       | Lunéville      | Baccarat                | CC du Pays du Sânon                      | 5,50             | 63 (2022)                         | 11                 | modifier les données · modifier les données |
| Réclonville                | 54447      | 54450       | Lunéville      | Baccarat                | CC de Vezouze en Piémont                 | 2,96             | 70 (2022)                         | 24                 | modifier les données · modifier les données |
| Rehainviller               | 54449      | 54300       | Lunéville      | Lunéville-2             | CC du Territoire de Lunéville à Baccarat | 5,64             | 1 053 (2022)                      | 187                | modifier les données · modifier les données |
| Reherrey                   | 54450      | 54120       | Lunéville      | Baccarat                | CC du Territoire de Lunéville à Baccarat | 5,87             | 152 (2022)                        | 26                 | modifier les données · modifier les données |
| Réhon                      | 54451      | 54430       | Val de Briey   | Longwy                  | Grand Longwy Agglomération               | 3,73             | 3 811 (2022)                      | 1 022              | modifier les données · modifier les données |
| Reillon                    | 54452      | 54450       | Lunéville      | Baccarat                | CC de Vezouze en Piémont                 | 4,39             | 73 (2022)                         | 17                 | modifier les données · modifier les données |
| Rembercourt-sur-Mad        | 54453      | 54470       | Toul           | Le Nord-Toulois         | CC Mad et Moselle                        | 5,04             | 154 (2022)                        | 31                 | modifier les données · modifier les données |
| Remenoville                | 54455      | 54830       | Lunéville      | Lunéville-2             | CC Meurthe, Mortagne, Moselle            | 8,46             | 156 (2022)                        | 18                 | modifier les données · modifier les données |
| Réméréville                | 54456      | 54110       | Nancy          | Grand Couronné          | CC de Seille et Grand Couronné           | 13,46            | 642 (2022)                        | 48                 | modifier les données · modifier les données |
| Remoncourt                 | 54457      | 54370       | Lunéville      | Baccarat                | CC de Vezouze en Piémont                 | 6,68             | 41 (2022)                         | 6,1                | modifier les données · modifier les données |
| Repaix                     | 54458      | 54450       | Lunéville      | Baccarat                | CC de Vezouze en Piémont                 | 4,86             | 109 (2022)                        | 22                 | modifier les données · modifier les données |
| Richardménil               | 54459      | 54630       | Nancy          | Neuves-Maisons          | CC Moselle et Madon                      | 7,17             | 2 362 (2022)                      | 329                | modifier les données · modifier les données |
| Rogéville                  | 54460      | 54380       | Nancy          | Le Nord-Toulois         | CC du Bassin de Pont-à-Mousson           | 6,94             | 152 (2022)                        | 22                 | modifier les données · modifier les données |
| Romain                     | 54461      | 54360       | Lunéville      | Lunéville-2             | CC Meurthe, Mortagne, Moselle            | 3,15             | 69 (2022)                         | 22                 | modifier les données · modifier les données |
| Rosières-aux-Salines       | 54462      | 54110       | Nancy          | Lunéville-2             | CC des Pays du Sel et du Vermois         | 26,95            | 2 814 (2022)                      | 104                | modifier les données · modifier les données |
| Rosières-en-Haye           | 54463      | 54385       | Nancy          | Le Nord-Toulois         | CC du Bassin de Pont-à-Mousson           | 10,74            | 248 (2022)                        | 23                 | modifier les données · modifier les données |
| Rouves                     | 54464      | 54610       | Nancy          | Entre Seille et Meurthe | CC de Seille et Grand Couronné           | 3,69             | 102 (2022)                        | 28                 | modifier les données · modifier les données |
| Roville-devant-Bayon       | 54465      | 54290       | Nancy          | Meine au Saintois       | CC du Pays du Saintois                   | 4,43             | 746 (2022)                        | 168                | modifier les données · modifier les données |
| Royaumeix                  | 54466      | 54200       | Toul           | Le Nord-Toulois         | CC Terres Touloises                      | 21,57            | 396 (2022)                        | 18                 | modifier les données · modifier les données |
| Rozelieures                | 54467      | 54290       | Lunéville      | Lunéville-2             | CC Meurthe, Mortagne, Moselle            | 9,38             | 183 (2022)                        | 20                 | modifier les données · modifier les données |
| Saffais                    | 54468      | 54210       | Nancy          | Lunéville-2             | CC des Pays du Sel et du Vermois         | 4,04             | 106 (2022)                        | 26                 | modifier les données · modifier les données |
| Saint-Ail                  | 54469      | 54580       | Val de Briey   | Jarny                   | CC Orne Lorraine Confluences             | 7,38             | 438 (2022)                        | 59                 | modifier les données · modifier les données |
| Saint-Baussant             | 54470      | 54470       | Toul           | Le Nord-Toulois         | CC Mad et Moselle                        | 8,92             | 65 (2022)                         | 7,3                | modifier les données · modifier les données |
| Saint-Boingt               | 54471      | 54290       | Lunéville      | Lunéville-2             | CC Meurthe, Mortagne, Moselle            | 8,14             | 74 (2022)                         | 9,1                | modifier les données · modifier les données |
| Saint-Clément              | 54472      | 54950       | Lunéville      | Baccarat                | CC du Territoire de Lunéville à Baccarat | 16,47            | 850 (2022)                        | 52                 | modifier les données · modifier les données |
| Saint-Firmin               | 54473      | 54930       | Nancy          | Meine au Saintois       | CC du Pays du Saintois                   | 6,67             | 290 (2022)                        | 43                 | modifier les données · modifier les données |
| Saint-Germain              | 54475      | 54290       | Lunéville      | Lunéville-2             | CC Meurthe, Mortagne, Moselle            | 7,68             | 157 (2022)                        | 20                 | modifier les données · modifier les données |
| Saint-Jean-lès-Longuyon    | 54476      | 54260       | Val de Briey   | Mont-Saint-Martin       | CC Terre Lorraine du Longuyonnais        | 4,21             | 409 (2022)                        | 97                 | modifier les données · modifier les données |
| Saint-Julien-lès-Gorze     | 54477      | 54470       | Toul           | Jarny                   | CC Mad et Moselle                        | 10,38            | 162 (2022)                        | 16                 | modifier les données · modifier les données |
| Saint-Marcel               | 54478      | 54800       | Val de Briey   | Jarny                   | CC Orne Lorraine Confluences             | 11,35            | 150 (2022)                        | 13                 | modifier les données · modifier les données |
| Saint-Mard                 | 54479      | 54290       | Lunéville      | Lunéville-2             | CC Meurthe, Mortagne, Moselle            | 2,95             | 102 (2022)                        | 35                 | modifier les données · modifier les données |
| Saint-Martin               | 54480      | 54450       | Lunéville      | Baccarat                | CC de Vezouze en Piémont                 | 4,87             | 54 (2022)                         | 11                 | modifier les données · modifier les données |
| Saint-Maurice-aux-Forges   | 54481      | 54540       | Lunéville      | Baccarat                | CC de Vezouze en Piémont                 | 3,30             | 100 (2022)                        | 30                 | modifier les données · modifier les données |
| Saint-Max                  | 54482      | 54130       | Nancy          | Saint-Max               | Métropole du Grand Nancy                 | 1,85             | 10 100 (2022)                     | 5 459              | modifier les données · modifier les données |
| Saint-Nicolas-de-Port      | 54483      | 54210       | Nancy          | Jarville-la-Malgrange   | CC des Pays du Sel et du Vermois         | 8,23             | 7 363 (2022)                      | 895                | modifier les données · modifier les données |
| Saint-Pancré               | 54485      | 54730       | Val de Briey   | Mont-Saint-Martin       | CC Terre Lorraine du Longuyonnais        | 6,13             | 308 (2022)                        | 50                 | modifier les données · modifier les données |
| Saint-Remimont             | 54486      | 54740       | Nancy          | Meine au Saintois       | CC du Pays du Saintois                   | 6,79             | 325 (2022)                        | 48                 | modifier les données · modifier les données |
| Saint-Rémy-aux-Bois        | 54487      | 54290       | Lunéville      | Lunéville-2             | CC Meurthe, Mortagne, Moselle            | 9,76             | 65 (2022)                         | 6,7                | modifier les données · modifier les données |
| Saint-Sauveur              | 54488      | 54480       | Lunéville      | Baccarat                | CC de Vezouze en Piémont                 | 19,16            | 40 (2022)                         | 2,1                | modifier les données · modifier les données |
| Saint-Supplet              | 54489      | 54620       | Val de Briey   | Mont-Saint-Martin       | CC Terre Lorraine du Longuyonnais        | 7,43             | 151 (2022)                        | 20                 | modifier les données · modifier les données |
| Sainte-Geneviève           | 54474      | 54700       | Nancy          | Entre Seille et Meurthe | CC du Bassin de Pont-à-Mousson           | 7,14             | 189 (2022)                        | 26                 | modifier les données · modifier les données |
| Sainte-Pôle                | 54484      | 54540       | Lunéville      | Baccarat                | CC de Vezouze en Piémont                 | 5,69             | 179 (2022)                        | 31                 | modifier les données · modifier les données |
| Saizerais                  | 54490      | 54380       | Nancy          | Le Nord-Toulois         | CC du Bassin de Pompey                   | 14,44            | 1 457 (2022)                      | 101                | modifier les données · modifier les données |
| Sancy                      | 54491      | 54560       | Val de Briey   | Pays de Briey           | CC Cœur du Pays-Haut                     | 13,19            | 363 (2022)                        | 28                 | modifier les données · modifier les données |
| Sanzey                     | 54492      | 54200       | Toul           | Le Nord-Toulois         | CC Terres Touloises                      | 3,58             | 148 (2022)                        | 41                 | modifier les données · modifier les données |
| Saulnes                    | 54493      | 54650       | Val de Briey   | Villerupt               | Grand Longwy Agglomération               | 4,00             | 2 261 (2022)                      | 565                | modifier les données · modifier les données |
| Saulxerotte                | 54494      | 54115       | Toul           | Meine au Saintois       | CC du Pays de Colombey et du Sud Toulois | 3,15             | 101 (2022)                        | 32                 | modifier les données · modifier les données |
| Saulxures-lès-Nancy        | 54495      | 54420       | Nancy          | Grand Couronné          | Métropole du Grand Nancy                 | 7,05             | 4 306 (2022)                      | 611                | modifier les données · modifier les données |
| Saulxures-lès-Vannes       | 54496      | 54170       | Toul           | Meine au Saintois       | CC du Pays de Colombey et du Sud Toulois | 18,04            | 371 (2022)                        | 21                 | modifier les données · modifier les données |
| Saxon-Sion                 | 54497      | 54330       | Nancy          | Meine au Saintois       | CC du Pays du Saintois                   | 6,25             | 66 (2022)                         | 11                 | modifier les données · modifier les données |
| Seichamps                  | 54498      | 54280       | Nancy          | Grand Couronné          | Métropole du Grand Nancy                 | 4,30             | 5 155 (2022)                      | 1 199              | modifier les données · modifier les données |
| Seicheprey                 | 54499      | 54470       | Toul           | Le Nord-Toulois         | CC Mad et Moselle                        | 8,35             | 109 (2022)                        | 13                 | modifier les données · modifier les données |
| Selaincourt                | 54500      | 54170       | Toul           | Meine au Saintois       | CC du Pays de Colombey et du Sud Toulois | 10,86            | 187 (2022)                        | 17                 | modifier les données · modifier les données |
| Seranville                 | 54501      | 54830       | Lunéville      | Lunéville-2             | CC Meurthe, Mortagne, Moselle            | 5,37             | 101 (2022)                        | 19                 | modifier les données · modifier les données |
| Serres                     | 54502      | 54370       | Lunéville      | Lunéville-1             | CC du Pays du Sânon                      | 15,55            | 250 (2022)                        | 16                 | modifier les données · modifier les données |
| Serrouville                | 54504      | 54560       | Val de Briey   | Villerupt               | CC Cœur du Pays-Haut                     | 15,57            | 674 (2022)                        | 43                 | modifier les données · modifier les données |
| Sexey-aux-Forges           | 54505      | 54550       | Nancy          | Neuves-Maisons          | CC Moselle et Madon                      | 14,08            | 724 (2022)                        | 51                 | modifier les données · modifier les données |
| Sionviller                 | 54507      | 54300       | Lunéville      | Lunéville-1             | CC du Pays du Sânon                      | 6,74             | 99 (2022)                         | 15                 | modifier les données · modifier les données |
| Sivry                      | 54508      | 54610       | Nancy          | Entre Seille et Meurthe | CC de Seille et Grand Couronné           | 5,91             | 239 (2022)                        | 40                 | modifier les données · modifier les données |
| Sommerviller               | 54509      | 54110       | Nancy          | Lunéville-1             | CC des Pays du Sel et du Vermois         | 3,81             | 1 002 (2022)                      | 263                | modifier les données · modifier les données |
| Sornéville                 | 54510      | 54280       | Nancy          | Grand Couronné          | CC de Seille et Grand Couronné           | 9,22             | 327 (2022)                        | 35                 | modifier les données · modifier les données |
| Sponville                  | 54511      | 54800       | Toul           | Jarny                   | CC Mad et Moselle                        | 7,20             | 108 (2022)                        | 15                 | modifier les données · modifier les données |
| Tanconville                | 54512      | 54480       | Lunéville      | Baccarat                | CC de Vezouze en Piémont                 | 4,09             | 106 (2022)                        | 26                 | modifier les données · modifier les données |
| Tantonville                | 54513      | 54116       | Nancy          | Meine au Saintois       | CC du Pays du Saintois                   | 8,09             | 655 (2022)                        | 81                 | modifier les données · modifier les données |
| Tellancourt                | 54514      | 54260       | Val de Briey   | Mont-Saint-Martin       | CC Terre Lorraine du Longuyonnais        | 3,76             | 638 (2022)                        | 170                | modifier les données · modifier les données |
| Thélod                     | 54515      | 54330       | Nancy          | Meine au Saintois       | CC Moselle et Madon                      | 10,76            | 250 (2022)                        | 23                 | modifier les données · modifier les données |
| They-sous-Vaudemont        | 54516      | 54930       | Nancy          | Meine au Saintois       | CC du Pays du Saintois                   | 1,70             | 18 (2022)                         | 11                 | modifier les données · modifier les données |
| Thézey-Saint-Martin        | 54517      | 54610       | Nancy          | Entre Seille et Meurthe | CC de Seille et Grand Couronné           | 7,95             | 201 (2022)                        | 25                 | modifier les données · modifier les données |
| Thiaucourt-Regniéville     | 54518      | 54470       | Toul           | Le Nord-Toulois         | CC Mad et Moselle                        | 19,01            | 1 120 (2022)                      | 59                 | modifier les données · modifier les données |
| Thiaville-sur-Meurthe      | 54519      | 54120       | Lunéville      | Baccarat                | CC du Territoire de Lunéville à Baccarat | 4,47             | 595 (2022)                        | 133                | modifier les données · modifier les données |
| Thiébauménil               | 54520      | 54300       | Lunéville      | Baccarat                | CC du Territoire de Lunéville à Baccarat | 3,87             | 383 (2022)                        | 99                 | modifier les données · modifier les données |
| Thil                       | 54521      | 54880       | Val de Briey   | Villerupt               | CC du Pays Haut Val d'Alzette            | 3,32             | 2 006 (2022)                      | 604                | modifier les données · modifier les données |
| Thorey-Lyautey             | 54522      | 54115       | Nancy          | Meine au Saintois       | CC du Pays du Saintois                   | 6,19             | 122 (2022)                        | 20                 | modifier les données · modifier les données |
| Thuilley-aux-Groseilles    | 54523      | 54170       | Toul           | Meine au Saintois       | CC du Pays de Colombey et du Sud Toulois | 9,12             | 434 (2022)                        | 48                 | modifier les données · modifier les données |
| Thumeréville               | 54524      | 54800       | Val de Briey   | Pays de Briey           | CC Orne Lorraine Confluences             | 7,89             | 97 (2022)                         | 12                 | modifier les données · modifier les données |
| Tiercelet                  | 54525      | 54190       | Val de Briey   | Villerupt               | Grand Longwy Agglomération               | 7,68             | 635 (2022)                        | 83                 | modifier les données · modifier les données |
| Tomblaine                  | 54526      | 54510       | Nancy          | Saint-Max               | Métropole du Grand Nancy                 | 5,55             | 9 040 (2022)                      | 1 629              | modifier les données · modifier les données |
| Tonnoy                     | 54527      | 54210       | Nancy          | Lunéville-2             | CC des Pays du Sel et du Vermois         | 12,35            | 651 (2022)                        | 53                 | modifier les données · modifier les données |
| Toul                       | 54528      | 54200       | Toul           | Toul                    | CC Terres Touloises                      | 30,59            | 15 570 (2022)                     | 509                | modifier les données · modifier les données |
| Tramont-Émy                | 54529      | 54115       | Toul           | Meine au Saintois       | CC du Pays de Colombey et du Sud Toulois | 3,91             | 28 (2022)                         | 7,2                | modifier les données · modifier les données |
| Tramont-Lassus             | 54530      | 54115       | Toul           | Meine au Saintois       | CC du Pays de Colombey et du Sud Toulois | 5,76             | 91 (2022)                         | 16                 | modifier les données · modifier les données |
| Tramont-Saint-André        | 54531      | 54115       | Toul           | Meine au Saintois       | CC du Pays de Colombey et du Sud Toulois | 6,88             | 62 (2022)                         | 9,0                | modifier les données · modifier les données |
| Tremblecourt               | 54532      | 54385       | Toul           | Le Nord-Toulois         | CC Terres Touloises                      | 6,08             | 158 (2022)                        | 26                 | modifier les données · modifier les données |
| Trieux                     | 54533      | 54750       | Val de Briey   | Pays de Briey           | CC Cœur du Pays-Haut                     | 8,62             | 2 682 (2022)                      | 311                | modifier les données · modifier les données |
| Trondes                    | 54534      | 54570       | Toul           | Le Nord-Toulois         | CC Terres Touloises                      | 12,64            | 521 (2022)                        | 41                 | modifier les données · modifier les données |
| Tronville                  | 54535      | 54800       | Toul           | Jarny                   | CC Mad et Moselle                        | 7,00             | 195 (2022)                        | 28                 | modifier les données · modifier les données |
| Tucquegnieux               | 54536      | 54640       | Val de Briey   | Pays de Briey           | CC Cœur du Pays-Haut                     | 9,16             | 2 434 (2022)                      | 266                | modifier les données · modifier les données |
| Ugny                       | 54537      | 54870       | Val de Briey   | Mont-Saint-Martin       | Grand Longwy Agglomération               | 9,14             | 695 (2022)                        | 76                 | modifier les données · modifier les données |
| Uruffe                     | 54538      | 54112       | Toul           | Meine au Saintois       | CC du Pays de Colombey et du Sud Toulois | 13,05            | 367 (2022)                        | 28                 | modifier les données · modifier les données |
| Vacqueville                | 54539      | 54540       | Lunéville      | Baccarat                | CC du Territoire de Lunéville à Baccarat | 9,96             | 222 (2022)                        | 22                 | modifier les données · modifier les données |
| Val de Briey               | 54099      | 54150 54790 | Val de Briey   | Pays de Briey           | CC Orne Lorraine Confluences             | 38,91            | 7 906 (2022)                      | 203                | modifier les données · modifier les données |
| Val-et-Châtillon           | 54540      | 54480       | Lunéville      | Baccarat                | CC de Vezouze en Piémont                 | 18,57            | 557 (2022)                        | 30                 | modifier les données · modifier les données |
| Valhey                     | 54541      | 54370       | Lunéville      | Lunéville-1             | CC du Pays du Sânon                      | 6,23             | 160 (2022)                        | 26                 | modifier les données · modifier les données |
| Valleroy                   | 54542      | 54910       | Val de Briey   | Jarny                   | CC Orne Lorraine Confluences             | 12,26            | 2 355 (2022)                      | 192                | modifier les données · modifier les données |
| Vallois                    | 54543      | 54830       | Lunéville      | Lunéville-2             | CC du Territoire de Lunéville à Baccarat | 7,27             | 124 (2022)                        | 17                 | modifier les données · modifier les données |
| Vandelainville             | 54544      | 54890       | Toul           | Pont-à-Mousson          | CC Mad et Moselle                        | 1,36             | 142 (2022)                        | 104                | modifier les données · modifier les données |
| Vandeléville               | 54545      | 54115       | Toul           | Meine au Saintois       | CC du Pays de Colombey et du Sud Toulois | 9,86             | 211 (2022)                        | 21                 | modifier les données · modifier les données |
| Vandières                  | 54546      | 54121       | Nancy          | Pont-à-Mousson          | CC du Bassin de Pont-à-Mousson           | 12,35            | 932 (2022)                        | 75                 | modifier les données · modifier les données |
| Vandœuvre-lès-Nancy        | 54547      | 54500       | Nancy          | Vandœuvre-lès-Nancy     | Métropole du Grand Nancy                 | 9,46             | 29 697 (2022)                     | 3 139              | modifier les données · modifier les données |
| Vannes-le-Châtel           | 54548      | 54112       | Toul           | Meine au Saintois       | CC du Pays de Colombey et du Sud Toulois | 17,30            | 511 (2022)                        | 30                 | modifier les données · modifier les données |
| Varangéville               | 54549      | 54110       | Nancy          | Lunéville-1             | CC des Pays du Sel et du Vermois         | 12,04            | 3 555 (2022)                      | 295                | modifier les données · modifier les données |
| Vathiménil                 | 54550      | 54122       | Lunéville      | Lunéville-2             | CC du Territoire de Lunéville à Baccarat | 12,30            | 315 (2022)                        | 26                 | modifier les données · modifier les données |
| Vaucourt                   | 54551      | 54370       | Lunéville      | Baccarat                | CC de Vezouze en Piémont                 | 6,29             | 62 (2022)                         | 9,9                | modifier les données · modifier les données |
| Vaudémont                  | 54552      | 54330       | Nancy          | Meine au Saintois       | CC du Pays du Saintois                   | 5,76             | 70 (2022)                         | 12                 | modifier les données · modifier les données |
| Vaudeville                 | 54553      | 54740       | Nancy          | Meine au Saintois       | CC du Pays du Saintois                   | 9,05             | 159 (2022)                        | 18                 | modifier les données · modifier les données |
| Vaudigny                   | 54554      | 54740       | Nancy          | Meine au Saintois       | CC du Pays du Saintois                   | 3,94             | 82 (2022)                         | 21                 | modifier les données · modifier les données |
| Vaxainville                | 54555      | 54120       | Lunéville      | Baccarat                | CC du Territoire de Lunéville à Baccarat | 3,59             | 84 (2022)                         | 23                 | modifier les données · modifier les données |
| Vého                       | 54556      | 54450       | Lunéville      | Baccarat                | CC de Vezouze en Piémont                 | 7,74             | 111 (2022)                        | 14                 | modifier les données · modifier les données |
| Velaine-sous-Amance        | 54558      | 54280       | Nancy          | Grand Couronné          | CC de Seille et Grand Couronné           | 6,48             | 284 (2022)                        | 44                 | modifier les données · modifier les données |
| Velle-sur-Moselle          | 54559      | 54290       | Lunéville      | Lunéville-2             | CC Meurthe, Mortagne, Moselle            | 4,47             | 320 (2022)                        | 72                 | modifier les données · modifier les données |
| Veney                      | 54560      | 54540       | Lunéville      | Baccarat                | CC du Territoire de Lunéville à Baccarat | 3,45             | 53 (2022)                         | 15                 | modifier les données · modifier les données |
| Vennezey                   | 54561      | 54830       | Lunéville      | Lunéville-2             | CC Meurthe, Mortagne, Moselle            | 3,43             | 38 (2022)                         | 11                 | modifier les données · modifier les données |
| Verdenal                   | 54562      | 54450       | Lunéville      | Baccarat                | CC de Vezouze en Piémont                 | 6,54             | 124 (2022)                        | 19                 | modifier les données · modifier les données |
| Vézelise                   | 54563      | 54330       | Nancy          | Meine au Saintois       | CC du Pays du Saintois                   | 5,35             | 1 354 (2022)                      | 253                | modifier les données · modifier les données |
| Viéville-en-Haye           | 54564      | 54470       | Toul           | Le Nord-Toulois         | CC Mad et Moselle                        | 8,54             | 140 (2022)                        | 16                 | modifier les données · modifier les données |
| Vigneulles                 | 54565      | 54360       | Lunéville      | Lunéville-2             | CC Meurthe, Mortagne, Moselle            | 5,57             | 234 (2022)                        | 42                 | modifier les données · modifier les données |
| Vilcey-sur-Trey            | 54566      | 54700       | Toul           | Le Nord-Toulois         | CC Mad et Moselle                        | 13,17            | 147 (2022)                        | 11                 | modifier les données · modifier les données |
| Villacourt                 | 54567      | 54290       | Lunéville      | Lunéville-2             | CC Meurthe, Mortagne, Moselle            | 14,10            | 354 (2022)                        | 25                 | modifier les données · modifier les données |
| Ville-au-Montois           | 54568      | 54620       | Val de Briey   | Mont-Saint-Martin       | CC Terre Lorraine du Longuyonnais        | 12,33            | 246 (2022)                        | 20                 | modifier les données · modifier les données |
| Ville-au-Val               | 54569      | 54380       | Nancy          | Entre Seille et Meurthe | CC du Bassin de Pont-à-Mousson           | 5,79             | 183 (2022)                        | 32                 | modifier les données · modifier les données |
| Ville-en-Vermois           | 54571      | 54210       | Nancy          | Jarville-la-Malgrange   | CC des Pays du Sel et du Vermois         | 10,53            | 595 (2022)                        | 57                 | modifier les données · modifier les données |
| Ville-Houdlémont           | 54572      | 54730       | Val de Briey   | Mont-Saint-Martin       | CC Terre Lorraine du Longuyonnais        | 6,09             | 705 (2022)                        | 116                | modifier les données · modifier les données |
| Ville-sur-Yron             | 54581      | 54800       | Val de Briey   | Jarny                   | CC Orne Lorraine Confluences             | 11,30            | 296 (2022)                        | 26                 | modifier les données · modifier les données |
| Villecey-sur-Mad           | 54570      | 54890       | Toul           | Pont-à-Mousson          | CC Mad et Moselle                        | 7,41             | 343 (2022)                        | 46                 | modifier les données · modifier les données |
| Villers-en-Haye            | 54573      | 54380       | Nancy          | Le Nord-Toulois         | CC du Bassin de Pont-à-Mousson           | 7,29             | 159 (2022)                        | 22                 | modifier les données · modifier les données |
| Villers-la-Chèvre          | 54574      | 54870       | Val de Briey   | Mont-Saint-Martin       | CC Terre Lorraine du Longuyonnais        | 4,02             | 568 (2022)                        | 141                | modifier les données · modifier les données |
| Villers-la-Montagne        | 54575      | 54920       | Val de Briey   | Villerupt               | Grand Longwy Agglomération               | 18,12            | 1 562 (2022)                      | 86                 | modifier les données · modifier les données |
| Villers-le-Rond            | 54576      | 54260       | Val de Briey   | Mont-Saint-Martin       | CC Terre Lorraine du Longuyonnais        | 4,45             | 116 (2022)                        | 26                 | modifier les données · modifier les données |
| Villers-lès-Moivrons       | 54577      | 54760       | Nancy          | Entre Seille et Meurthe | CC de Seille et Grand Couronné           | 2,85             | 143 (2022)                        | 50                 | modifier les données · modifier les données |
| Villers-lès-Nancy          | 54578      | 54600       | Nancy          | Laxou                   | Métropole du Grand Nancy                 | 9,95             | 14 938 (2022)                     | 1 501              | modifier les données · modifier les données |
| Villers-sous-Prény         | 54579      | 54700       | Nancy          | Pont-à-Mousson          | CC du Bassin de Pont-à-Mousson           | 6,17             | 330 (2022)                        | 53                 | modifier les données · modifier les données |
| Villerupt                  | 54580      | 54190       | Val de Briey   | Villerupt               | CC du Pays Haut Val d'Alzette            | 6,56             | 10 086 (2022)                     | 1 538              | modifier les données · modifier les données |
| Villette                   | 54582      | 54260       | Val de Briey   | Mont-Saint-Martin       | CC Terre Lorraine du Longuyonnais        | 4,63             | 188 (2022)                        | 41                 | modifier les données · modifier les données |
| Villey-le-Sec              | 54583      | 54840       | Toul           | Toul                    | CC Terres Touloises                      | 6,40             | 419 (2022)                        | 65                 | modifier les données · modifier les données |
| Villey-Saint-Étienne       | 54584      | 54200       | Toul           | Le Nord-Toulois         | CC Terres Touloises                      | 17,29            | 1 020 (2022)                      | 59                 | modifier les données · modifier les données |
| Virecourt                  | 54585      | 54290       | Lunéville      | Lunéville-2             | CC Meurthe, Mortagne, Moselle            | 5,06             | 499 (2022)                        | 99                 | modifier les données · modifier les données |
| Viterne                    | 54586      | 54123       | Nancy          | Meine au Saintois       | CC Moselle et Madon                      | 23,17            | 740 (2022)                        | 32                 | modifier les données · modifier les données |
| Vitrey                     | 54587      | 54330       | Nancy          | Meine au Saintois       | CC du Pays du Saintois                   | 11,54            | 192 (2022)                        | 17                 | modifier les données · modifier les données |
| Vitrimont                  | 54588      | 54300       | Lunéville      | Lunéville-1             | CC du Territoire de Lunéville à Baccarat | 11,85            | 387 (2022)                        | 33                 | modifier les données · modifier les données |
| Vittonville                | 54589      | 54700       | Nancy          | Pont-à-Mousson          | CC du Bassin de Pont-à-Mousson           | 4,03             | 126 (2022)                        | 31                 | modifier les données · modifier les données |
| Viviers-sur-Chiers         | 54590      | 54260       | Val de Briey   | Mont-Saint-Martin       | CC Terre Lorraine du Longuyonnais        | 16,24            | 658 (2022)                        | 41                 | modifier les données · modifier les données |
| Voinémont                  | 54591      | 54134       | Nancy          | Meine au Saintois       | CC du Pays du Saintois                   | 4,11             | 333 (2022)                        | 81                 | modifier les données · modifier les données |
| Vroncourt                  | 54592      | 54330       | Nancy          | Meine au Saintois       | CC du Pays du Saintois                   | 4,16             | 266 (2022)                        | 64                 | modifier les données · modifier les données |
| Waville                    | 54593      | 54890       | Toul           | Pont-à-Mousson          | CC Mad et Moselle                        | 11,43            | 436 (2022)                        | 38                 | modifier les données · modifier les données |
| Xammes                     | 54594      | 54470       | Toul           | Le Nord-Toulois         | CC Mad et Moselle                        | 8,16             | 178 (2022)                        | 22                 | modifier les données · modifier les données |
| Xermaménil                 | 54595      | 54300       | Lunéville      | Lunéville-2             | CC du Territoire de Lunéville à Baccarat | 10,84            | 552 (2022)                        | 51                 | modifier les données · modifier les données |
| Xeuilley                   | 54596      | 54990       | Nancy          | Meine au Saintois       | CC Moselle et Madon                      | 7,37             | 962 (2022)                        | 131                | modifier les données · modifier les données |
| Xirocourt                  | 54597      | 54740       | Nancy          | Meine au Saintois       | CC du Pays du Saintois                   | 11,32            | 452 (2022)                        | 40                 | modifier les données · modifier les données |
| Xivry-Circourt             | 54598      | 54490       | Val de Briey   | Pays de Briey           | CC Cœur du Pays-Haut                     | 12,04            | 267 (2022)                        | 22                 | modifier les données · modifier les données |
| Xonville                   | 54599      | 54800       | Toul           | Jarny                   | CC Mad et Moselle                        | 7,27             | 104 (2022)                        | 14                 | modifier les données · modifier les données |
| Xousse                     | 54600      | 54370       | Lunéville      | Baccarat                | CC de Vezouze en Piémont                 | 6,13             | 113 (2022)                        | 18                 | modifier les données · modifier les données |
| Xures                      | 54601      | 54370       | Lunéville      | Baccarat                | CC du Pays du Sânon                      | 6,98             | 92 (2022)                         | 13                 | modifier les données · modifier les données |
| Meurthe-et-Moselle         | 54         |             |                |                         |                                          | 5 246,00         | 732 898 (2022)                    | 140                | modifier les données                        |